# Liste von Terroranschlägen in Indien
Die Liste von Terroranschlägen in Indien beinhaltet eine Übersicht über in Indien verübte Terroranschläge.

## Erläuterung
In der Spalte Politische Ausrichtung ist die politische bzw. weltanschauliche Einordnung der Täter angegeben: faschistisch, rassistisch, nationalistisch, nationalsozialistisch, sozialistisch, kommunistisch, antiimperialistisch, islamistisch (schiitisch, sunnitisch, deobandisch, salafistisch, wahhabitisch), hinduistisch. Bei vorrangig auf staatliche Unabhängigkeit oder Autonomie zielender Ausrichtung ist autonomistisch vorangestellt, gefolgt von der Region oder der Volksgruppe und ggf. weiteren Merkmalen der Täter: armenisch, irisch (katholisch), kurdisch, tirolisch, tschetschenisch, dagestanisch, punjabisch (sikhistisch), palästinensisch.
Die Opferzahlen der Anschläge werden farbig dargestellt:

Die Zahl bei den Anschlägen getöteter/verletzter Täter ist in Klammern ( ) gesetzt.

## 1982
| Datum/Beginn     | Stadt    | Bundesstaat | Anschlag | Täter        | Politische Ausrichtung | Mittel      | Ziel        | Tote | Verletzte | Hintergrund                   |
| ---------------- | -------- | ----------- | -------- | ------------ | ---------------------- | ----------- | ----------- | ---- | --------- | ----------------------------- |
| 19. Februar 1982 |          | Manipur     | [ 1 ]    | Separatisten | autonomistisch         |             | Militär-Lkw | 20   | 5         | Aufstand im Nordosten Indiens |
| 09. Juni 1982    | Guwahati | Assam       | [ 2 ]    |              |                        | Sprengstoff | Markt       | 19   | 50        |                               |

## 1983
| Datum/Beginn      | Stadt      | Bundesstaat | Anschlag            | Täter                        | Politische Ausrichtung | Mittel                                    | Ziel                | Tote | Verletzte | Hintergrund    |
| ----------------- | ---------- | ----------- | ------------------- | ---------------------------- | ---------------------- | ----------------------------------------- | ------------------- | ---- | --------- | -------------- |
| 18. Februar 1983  |            | Assam       | Massaker von Nellie | Assam-Bewegung               | nationalistisch        | Speere, Hiebwaffen, Knüppel, Schusswaffen | Bengalische Muslime | 2191 |           | Assam-Bewegung |
| 13. Oktober 1983  | Delhi      | Delhi       | [ 3 ] [ 4 ]         |                              |                        | Sprengstoff                               | Kino(s)             | 8    | 48        |                |
| 15. Oktober 1983  | Chandigarh | Chandigarh  | [ 5 ]               |                              |                        | Granate(n)                                | Versammlung         | 3    | 24        |                |
| 07. November 1983 |            | Assam       | [ 6 ]               | Anti-Immigranten-Extremisten | xenophob               | Sprengstoff                               | Bahnhof             | 14   | 60        |                |

## 1984
| Datum/Beginn       | Stadt    | Bundesstaat | Anschlag | Täter                            | Politische Ausrichtung                  | Mittel      | Ziel                     | Tote | Verletzte | Hintergrund                   |
| ------------------ | -------- | ----------- | -------- | -------------------------------- | --------------------------------------- | ----------- | ------------------------ | ---- | --------- | ----------------------------- |
| 29. Februar 1984   | Amritsar | Punjab      | [ 7 ]    |                                  |                                         | Sprengstoff | Hinduistische Prozession | 3    | 35        |                               |
| 15. März 1984      | Imphal   | Manipur     | [ 8 ]    | vermutlich PLA                   | autonomistisch, maoistisch              |             | Milizpatrouille          | 14   | 40        | Aufstand im Nordosten Indiens |
| 01. April 1984     |          | Punjab      | [ 9 ]    |                                  |                                         | Sprengstoff | Religiöse Kongregation   | 2    | 20        |                               |
| 15. Juni 1984      | Tezpur   | Assam       | [ 10 ]   |                                  |                                         | Sprengstoff | Kino                     | 1    | 21        |                               |
| 27. Juni 1984      |          | Assam       | [ 11 ]   |                                  |                                         | Sprengstoff |                          |      | 21        |                               |
| 03. August 1984    | Chennai  | Tamil Nadu  | [ 12 ]   | LTTE                             | autonomistisch, tamilisch-sozialistisch | Sprengsatz  | Flughafen                | 33   | 27        | Bürgerkrieg in Sri Lanka      |
| 05. September 1984 |          | Tripura     | [ 13 ]   | Tripura National Volunteer Force | autonomistisch, tripura-nationalistisch | Messer      | Bus                      | 3    | 25        | Tripura-Konflikt              |

## 1985
| Datum/Beginn      | Stadt | Bundesstaat | Anschlag | Täter                       | Politische Ausrichtung | Mittel      | Ziel           | Tote | Verletzte | Hintergrund |
| ----------------- | ----- | ----------- | -------- | --------------------------- | ---------------------- | ----------- | -------------- | ---- | --------- | ----------- |
| 22. November 1985 |       | Punjab      | [ 14 ]   | vermutlich Sikh-Extremisten |                        | Sprengstoff | Eisenbahnwagen | 2    | 22        |             |

## 1986
| Datum/Beginn      | Stadt          | Bundesstaat | Anschlag | Täter                      | Politische Ausrichtung     | Mittel                  | Ziel | Tote | Verletzte | Hintergrund |
| ----------------- | -------------- | ----------- | -------- | -------------------------- | -------------------------- | ----------------------- | ---- | ---- | --------- | ----------- |
| 26. März 1986     | Anandpur Sahib | Punjab      | [ 15 ]   | Sikh-Fundamentalisten      | sikh-fundamentalistisch    | Schwerter, Schusswaffen | Dorf | 7    | 29        |             |
| 29. März 1986     | Jalandhar      | Punjab      | [ 16 ]   | Sikh-Extremisten           |                            | Schusswaffen            | Dorf | 20   | 0         |             |
| 01. Dezember 1986 | Chandigarh     | Chandigarh  | [ 17 ]   | Sikh-Extremisten           |                            | Schusswaffen            | Bus  | 24   | 8         |             |
| 02. Dezember 1986 | Amritsar       | Punjab      | [ 18 ]   | Khalistan Liberation Force | autonomistisch-sikhistisch |                         | Bus  | 34   | 0         |             |

## 1987
| Datum/Beginn  | Stadt      | Bundesstaat | Anschlag | Täter                             | Politische Ausrichtung | Mittel                      | Ziel                        | Tote | Verletzte | Hintergrund              |
| ------------- | ---------- | ----------- | -------- | --------------------------------- | ---------------------- | --------------------------- | --------------------------- | ---- | --------- | ------------------------ |
| 15. März 1987 | Chennai    | Tamil Nadu  | [ 19 ]   | vermutlich Tamilische Extremisten |                        | Sprengstoff                 | Expresszug                  | 32   | 200       | Bürgerkrieg in Sri Lanka |
| 02. Juni 1987 | Jalandhar  | Punjab      | [ 20 ]   | Sikh-Extremisten                  |                        | Sprengstoff                 | Kino                        | 4    | 30        |                          |
| 06. Juli 1987 | Chandigarh | Chandigarh  | [ 21 ]   | Sikh-Extremisten                  |                        | Automatische Schusswaffe(n) | Hinduistische Buspassagiere | 37   | 30+       |                          |

## 1988
| Datum/Beginn       | Stadt                   | Bundesstaat       | Anschlag | Täter                      | Politische Ausrichtung                                                  | Mittel                      | Ziel               | Tote | Verletzte | Hintergrund    |
| ------------------ | ----------------------- | ----------------- | -------- | -------------------------- | ----------------------------------------------------------------------- | --------------------------- | ------------------ | ---- | --------- | -------------- |
| 15. Januar 1988    | Kurseong                | Westbengalen      | [ 22 ]   | GNLF                       | autonomistisch                                                          | Automatische Schusswaffe(n) | Polizeieinheit     | 1    | 34        |                |
| 19. Februar 1988   | Gurdaspur               | Punjab            | [ 23 ]   |                            |                                                                         | Sprengstoff                 | Gericht            | 2    | 30        |                |
| 03. März 1988      |                         | Uttar Pradesh     | [ 24 ]   |                            |                                                                         | Automatische Schusswaffe(n) | Versammlung        | 32   | 38        |                |
| 09. Mai 1988       | Panipat                 | Haryana           | [ 25 ]   | Sikh-Extremisten           |                                                                         | Automatische Schusswaffe(n) | Hochzeit           | 13   | 25        |                |
| 22. Mai 1988       | Ludhiana                | Punjab            | [ 26 ]   | Sikh-Extremisten           |                                                                         | Sprengstoff                 | Bahnhof            | 4    | 35        |                |
| 30. Mai 1988       | Amritsar                | Punjab            | [ 27 ]   | Khalistan Liberation Force | autonomistisch-sikhistisch                                              | Sprengstoff                 | Hindu-Tempel       | 21   | 69        |                |
| 30. Mai 1988       | Gurdaspur               | Punjab            | [ 28 ]   | Khalistan Liberation Force | autonomistisch-sikhistisch                                              | Sprengstoff                 | Markt              | 5    | 28        |                |
| 18. Juni 1988      | Kurukshetra             | Haryana           | [ 29 ]   | Sikh-Extremisten           |                                                                         | Sprengstoff                 | Elektronikgeschäft | 14   | 30        |                |
| 20. Juni 1988      | Neu-Delhi               | Delhi             | [ 30 ]   | Sikh-Extremisten           |                                                                         | Sprengstoff                 | Gemüsemarkt        | 3    | 20        |                |
| 21. Juni 1988      | Amritsar                | Punjab            | [ 31 ]   | Sikh-Extremisten           |                                                                         | Sprengstoff                 | Süßwarenladen      | 14   | 60        |                |
| 28. Juni 1988      |                         | Assam             | [ 32 ]   | ULFA                       | autonomistisch, assamesisch-nationalistisch, marxistisch, sozialistisch | Sprengstoff                 | Theater            | 7    | 60        | Assam-Konflikt |
| 10. Juli 1988      | Nagaon                  | Assam             | [ 33 ]   | ULFA                       | autonomistisch, assamesisch-nationalistisch, marxistisch, sozialistisch |                             | Kino               | 0    | 50        | Assam-Konflikt |
| 12. August 1988    | Panchkula               | Haryana           | [ 34 ]   | Sikh-Extremisten           |                                                                         | Sprengstoff                 | Bus                | 3    | 20        |                |
| 27. August 1988    |                         | Punjab            | [ 35 ]   | Sikh-Extremisten           |                                                                         | Sprengstoff                 | Krankenhaus        | 1    | 26        |                |
| 27. August 1988    |                         | Punjab            | [ 36 ]   |                            |                                                                         | Sprengstoff                 | Markt              | 1    | 23        |                |
| 07. September 1988 |                         | Punjab            | [ 37 ]   | Sikh-Extremisten           |                                                                         | Automatische Schusswaffe(n) | Bahnhof, Zug       | 12   | 20        |                |
| 13. September 1988 | Sirhind-Fatehgarh Sahib | Punjab            | [ 38 ]   | Sikh-Extremisten           |                                                                         | Automatische Schusswaffe(n) | Markt              | 0    | 20        |                |
| 01. November 1988  | Jammu                   | Jammu und Kashmir | [ 39 ]   | Babbar Khalsa              | autonomistisch-sikhistisch                                              | Sprengstoff                 | Bus                | 14   | 50        |                |
| 03. November 1988  | Batala                  | Punjab            | [ 40 ]   | Babbar Khalsa              | autonomistisch-sikhistisch                                              | Sprengstoff                 | Markt              | 17   | 45        |                |
| 22. November 1988  |                         | Haryana           | [ 41 ]   |                            |                                                                         | Automatische Schusswaffe(n) | Dorf               | 19   | 25        |                |

## 1989
| Datum/Beginn      | Stadt      | Bundesstaat      | Anschlag | Täter                       | Politische Ausrichtung     | Mittel                      | Ziel        | Tote | Verletzte | Hintergrund       |
| ----------------- | ---------- | ---------------- | -------- | --------------------------- | -------------------------- | --------------------------- | ----------- | ---- | --------- | ----------------- |
| 10. Februar 1989  |            | Maharashtra      | [ 42 ]   |                             |                            | Sprengstoff                 | Bus         | 12   | 30        |                   |
| 14. März 1989     | Bongaigaon | Assam            | [ 43 ]   | Bodo-Extremisten            | autonomistisch-sikhistisch | Sprengstoff                 | Markt       | 17   | 50        | Bodoland-Konflikt |
| 25. März 1989     | Amritsar   | Punjab           | [ 44 ]   | Babbar Khalsa               | autonomistisch-sikhistisch | Sprengstoff                 |             | 1    | 21        |                   |
| 12. Juni 1989     | Neu-Delhi  | Delhi            | [ 45 ]   | vermutlich Sikh-Extremisten |                            | Sprengstoff                 | Bahnhof     | 5    | 44        |                   |
| 25. Juni 1989     | Moga       | Punjab           | [ 46 ]   | Khalistan Commando Force    | autonomistisch-sikhistisch | Automatische Schusswaffe(n) | Versammlung | 27   | 22        |                   |
| 09. August 1989   | Karnal     | Haryana          | [ 47 ]   | Sikh-Extremisten            |                            | Sprengstoff                 | Bus         | 13   | 45        |                   |
| 18. August 1989   |            | Himachal Pradesh | [ 48 ]   | Sikh-Extremisten            |                            | Sprengstoff                 | Bus         | 16   | 20        |                   |
| 28. August 1989   |            | Punjab           | [ 49 ]   | Khalistan Commando Force    | autonomistisch-sikhistisch | Sturmgewehr(e)              | Zug         | 23   | 30        |                   |
| 02. November 1989 | Neu-Delhi  | Delhi            | [ 50 ]   | vermutlich Sikh-Extremisten |                            | Sprengstoff                 | Gebäude     | 3    | 20        |                   |
| 18. November 1989 | Amritsar   | Punjab           | [ 51 ]   |                             |                            | Sprengstoff                 | Markt       | 10   | 40        |                   |

## 1990
| Datum/Beginn       | Stadt              | Bundesstaat       | Anschlag | Täter                       | Politische Ausrichtung              | Mittel                                   | Ziel             | Tote | Verletzte | Hintergrund          |
| ------------------ | ------------------ | ----------------- | -------- | --------------------------- | ----------------------------------- | ---------------------------------------- | ---------------- | ---- | --------- | -------------------- |
| 06. Februar 1990   | Haldwani-Kathgodam | Uttarakhand       | [ 52 ]   |                             |                                     | Sprengstoff                              | Kino             | 5    | 36        |                      |
| 07. März 1990      | Abohar             | Punjab            | [ 53 ]   | Sikh-Extremisten            |                                     | Automatische Schusswaffe(n), Sprengstoff | Markt            | 20   | 30        |                      |
| 03. April 1990     | Batala             | Punjab            | [ 54 ]   | Khalistan Commando Force    | autonomistisch-sikhistisch          | Sprengstoff                              | Hindu-Prozession | 32   | 50        |                      |
| 05. April 1990     | Panipat            | Haryana           | [ 55 ]   | Sikh-Extremisten            |                                     | Sprengstoff                              | Bus              | 14   | 22        |                      |
| 11. April 1990     | Mumbai             | Maharashtra       | [ 56 ]   | Mujahideen Kashmir          |                                     | Sprengstoff                              | Zug              | 0    | 34        | Aufstand in Kaschmir |
| 13. April 1990     | Neu-Delhi          | Delhi             | [ 57 ]   |                             |                                     | Sprengstoff                              | Bus              | 2    | 25        |                      |
| 13. April 1990     |                    | Uttarakhand       | [ 58 ]   | Bodo-Extremisten            | autonomistisch-sikhistisch          | Sprengstoff                              | Expresszug       | 12   | 42        | Bodoland-Konflikt    |
| 19. April 1990     | Pathankot          | Punjab            | [ 59 ]   | Babbar Khalsa               | autonomistisch-sikhistisch          | Sprengstoff                              | Bus              | 13   | 42        |                      |
| 30. April 1990     | Neu-Delhi          | Delhi             | [ 60 ]   | BTFK                        | autonomistisch-sikhistisch          | Sprengstoff                              | Bus              | 4    | 25        |                      |
| 09. Mai 1990       | Amritsar           | Punjab            | [ 61 ]   |                             |                                     | Sprengstoff                              | Bushaltestelle   | 3    | 25        |                      |
| 04. Juni 1990      | Patiala            | Punjab            | [ 62 ]   | Sikh-Extremisten            |                                     | Sprengstoff                              | Hindu-Tempel     | 4    | 26        |                      |
| 10. Juni 1990      | Barpeta            | Assam             | [ 63 ]   | Bodo-Extremisten            | autonomistisch-sikhistisch          | Sprengstoff                              | Bus              | 8    | 28        | Bodoland-Konflikt    |
| 08. Juli 1990      |                    | Punjab            | [ 64 ]   |                             |                                     | Sprengstoff                              | Gemüsemarkt      | 0    | 24        |                      |
| 21. Juli 1990      | Bidar              | Karnataka         | [ 65 ]   |                             |                                     | Sprengstoff                              | Kino             | 12   | 50        |                      |
| 14. August 1990    | Delhi              | Delhi             | [ 66 ]   |                             |                                     | Sprengstoff                              | Hindu-Festival   | 4    | 20        |                      |
| 15. August 1990    | Delhi              | Delhi             | [ 67 ]   | vermutlich Sikh-Extremisten |                                     | Sprengstoff                              | Hindu-Tempel     | 5    | 23        |                      |
| 18. August 1990    |                    | Uttar Pradesh     | [ 68 ]   | Sikh-Extremisten            |                                     | Sprengstoff                              | Kino             | 2    | 45        |                      |
| 04. September 1990 |                    | Assam             | [ 69 ]   | Bodo-Extremisten            | autonomistisch-sikhistisch          | Sprengstoff                              | Bus              | 20   | 36        | Bodoland-Konflikt    |
| 11. September 1990 |                    | Jammu und Kashmir | [ 70 ]   |                             |                                     |                                          | Polizeieinheit   | 20   | 0         | Aufstand in Kaschmir |
| 10. Oktober 1990   | Hyderabad          | Telangana         | [ 71 ]   | PWG                         | marxistisch-leninistisch-maoistisch | Brandstiftung                            | Passagierzug     | 47   | 14        | Naxalitenaufstand    |

## 1991
| Datum/Beginn       | Stadt           | Bundesstaat              | Anschlag         | Täter                       | Politische Ausrichtung     | Mittel                              | Ziel                         | Tote | Verletzte | Hintergrund          |
| ------------------ | --------------- | ------------------------ | ---------------- | --------------------------- | -------------------------- | ----------------------------------- | ---------------------------- | ---- | --------- | -------------------- |
| 22. Januar 1991    | Neu-Delhi       | Delhi                    | Sikh-Extremisten |                             | Sprengstoff                | Gericht                             | 0                            | 22   |           |                      |
| 31. Januar 1991    | Chuhr Chak      | Punjab                   | [ 73 ]           | Sikh-Extremisten            |                            | Automatische Schusswaffe(n)         | Dorfbewohner                 | 20   | 0         |                      |
| 08. Februar 1991   | Lucknow         | Uttar Pradesh            | [ 74 ]           | BTFK                        | autonomistisch-sikhistisch | Sprengstoff                         | Bahnhof                      | 10   | 30        |                      |
| 19. Februar 1991   | nahe Neu-Delhi  | Delhi                    | [ 75 ]           |                             |                            | Sprengstoff                         | Bus                          | 10   | 30        |                      |
| 22. März 1991      | Jammu           | Jammu und Kashmir        | [ 76 ]           |                             |                            | Sprengstoff                         | Moschee                      | 3    | 30        |                      |
| 22. März 1991      | nahe Chandigarh |                          | [ 77 ]           | Sikh-Extremisten            |                            | Automatische Schusswaffe(n)         | Fabrikarbeiter in Bus        | 30   | 0         |                      |
| 23. März 1991      | Neu-Delhi       | Delhi                    | [ 78 ]           | vermutlich Sikh-Extremisten |                            | Sprengstoff                         | Markt                        | 9    | 100       |                      |
| 23. März 1991      | Neu-Delhi       | Delhi                    | [ 79 ]           |                             |                            | Sprengstoff                         | Bushaltestelle               | 7    | 90        |                      |
| 02. April 1991     | Amritsar        | Punjab                   | [ 80 ]           | Sikh-Extremisten            |                            | Sprengstoff                         | Süßwarenladen, Polizeiposten | 5    | 36        |                      |
| 17. April 1991     | Kalkutta        | Anschlag in Westbengalen | [ 81 ]           | Hindu-Extremisten           |                            | Automatische Schusswaffe(n)         | Muslimische Versammlung      | 0    | 25        |                      |
| 15. Juni 1991      | Kila Raipur     | Punjab                   | [ 82 ]           | Sikh-Extremisten            |                            | Automatische Schusswaffe(n)         | Zug                          | 48   | 30        |                      |
| 15. Juni 1991      | Baddowal        | Punjab                   | [ 83 ]           | Sikh-Extremisten            |                            | Sturmgewehr(e)                      | Zug                          | 62   | 40        |                      |
| 15. August 1991    | Sopore          | Jammu und Kashmir        | [ 84 ]           | Muslimische Extremisten     |                            | Automatische Schusswaffe(n), Mörser | Polizeieinheit               | 27   | 40        | Aufstand in Kaschmir |
| 19. September 1991 |                 | Uttar Pradesh            | [ 85 ]           |                             |                            | Sprengstoff                         | Markt                        | 2    | 21        |                      |
| 21. September 1991 | Jammu           | Jammu und Kashmir        | [ 86 ]           |                             |                            | Sprengstoff                         |                              | 2    | 20        |                      |
| 16. Oktober 1991   | Rudrapur        | Uttarakhand              | [ 87 ]           | Sikh-Extremisten            |                            | Sprengstoff                         | Hindu-Festzug                | 41   | 140       |                      |
| 16. Oktober 1991   | Bajpur          | Uttarakhand              | [ 88 ]           | Sikh-Extremisten            |                            | Sprengstoff                         | Hinduistische Veranstaltung  | 31   | 80        |                      |
| 08. November 1991  |                 | Maharashtra              | [ 89 ]           |                             |                            | Sprengstoff                         | Zug, Bahnhof                 | 10   | 60        |                      |
| 05. Dezember 1991  |                 | Uttar Pradesh            | [ 90 ]           | Sikh-Extremisten            |                            | Automatische Schusswaffe(n)         |                              | 24   | 0         |                      |
| 05. Dezember 1991  | Tohana          | Haryana                  | [ 91 ]           | Sikh-Extremisten            |                            | Automatische Schusswaffe(n)         | Baumwollspinnerei            | 23   | 20        |                      |
| 22. Dezember 1991  | Neu-Delhi       | Delhi                    | [ 92 ]           | Sikh-Extremisten            |                            | Sprengstoff                         | Markt                        | 4    | 40        |                      |
| 26. Dezember 1991  | Batala          | Punjab                   | [ 93 ]           | Sikh-Extremisten            |                            | Sturmgewehr(e)                      | Zug                          | 47   | 40        |                      |

## 1992
| Datum/Beginn       | Stadt         | Bundesstaat       | Anschlag | Täter                               | Politische Ausrichtung                                           | Mittel                                              | Ziel                              | Tote | Verletzte | Hintergrund                   |
| ------------------ | ------------- | ----------------- | -------- | ----------------------------------- | ---------------------------------------------------------------- | --------------------------------------------------- | --------------------------------- | ---- | --------- | ----------------------------- |
| 08. Januar 1992    |               | Punjab            | [ 94 ]   | Sikh-Extremisten                    |                                                                  | Automatische Schusswaffe(n)                         | Wohnanlage                        | 7    | 20        |                               |
| 17. Januar 1992    |               | Punjab            | [ 95 ]   | Sikh-Extremisten                    |                                                                  | Sprengstoff                                         | Markt                             | 8    | 24        |                               |
| 19. Januar 1992    | Srinagar      | Jammu und Kashmir | [ 96 ]   | Muslimische Extremisten             |                                                                  | Panzerfäuste                                        | Polizeistreife                    | 0    | 20        | Aufstand in Kaschmir          |
| 29. Januar 1992    | Neu-Delhi     | Delhi             | [ 97 ]   | Sikh-Extremisten                    |                                                                  | Sprengstoff                                         | Bus                               | 1    | 26        |                               |
| 03. Februar 1992   | Sangrur       | Punjab            | [ 98 ]   | Sikh-Extremisten                    |                                                                  | Sprengstoff                                         | Bushaltestelle                    | 0    | 21        |                               |
| 13. Februar 1992   |               | Madhya Pradesh    | [ 99 ]   | MCC                                 | marxistisch-leninistisch-maoistisch                              | Automatische Schusswaffe(n), Brandstiftung, Sicheln | Dorf                              | 37   | 0         | Naxalitenaufstand             |
| 15. Februar 1992   | Ludhiana      | Punjab            | [ 100 ]  | Sikh-Extremisten                    |                                                                  | Sprengstoff                                         | Wohngebäude                       | 1    | 20        |                               |
| 21. März 1992      | Ahmedgarh     | Punjab            | [ 101 ]  | Sikh-Extremisten                    |                                                                  | Automatische Schusswaffe(n)                         | Markt                             | 13   | 20        |                               |
| 15. Mai 1992       | Srinagar      | Jammu und Kashmir | [ 102 ]  | Al-Umar Mujahideen                  |                                                                  | Automatische Schusswaffe(n)                         | Polizeieinheit                    | 7    | 26        | Aufstand in Kaschmir          |
| 16. Mai 1992       | Neu-Delhi     | Delhi             | [ 103 ]  | Muslimische Extremisten             |                                                                  | Pistole(n)                                          | Hindu-Nationalistische Kundgebung | 4    | 85        |                               |
| 02. August 1992    |               | Uttar Pradesh     | [ 104 ]  | Sikh-Extremisten                    |                                                                  | Automatische Schusswaffe(n)                         | Hindus                            | 29   | 0         |                               |
| 28. September 1992 | Pathankot     | Jammu und Kashmir | [ 105 ]  | Sikh-Extremisten                    |                                                                  | Sprengstoff                                         | Bus                               | 4    | 55        |                               |
| 07. Oktober 1992   | Delhi         | Delhi             | [ 106 ]  | vermutlich Muslimische Separatisten |                                                                  | Sprengstoff                                         | Bus                               | 11   | 61        |                               |
| 31. Oktober 1992   | nahe Jammu    | Jammu und Kashmir | [ 107 ]  | Muslimische Separatisten            |                                                                  | Sprengstoff                                         | Bus                               | 17   | 30        | Aufstand in Kaschmir          |
| 21. November 1992  | Guwahati      | Assam             | [ 108 ]  | NDFB                                | autonomistisch, bodo-nationalistisch, marxistisch, sozialistisch | Sprengstoff                                         | Bus                               | 38   | 20        | Aufstand im Nordosten Indiens |
| 30. November 1992  | nahe Srinagar | Jammu und Kashmir | [ 109 ]  |                                     |                                                                  | Automatische Schusswaffe(n)                         | Militärkonvoi                     | 30   | 0         | Aufstand in Kaschmir          |
| 07. Dezember 1992  | Hyderabad     | Telangana         | [ 110 ]  | Muslimische Extremisten             |                                                                  | Messer, Pistole(n)                                  | Hinduistische Zivilisten          | 0    | 37        |                               |
| 07. Dezember 1992  |               | Gujarat           | [ 111 ]  | Muslimische Extremisten             |                                                                  | Messer, Pistole(n)                                  | Hinduistische Zivilisten          | 27   | 100       |                               |
| 08. Dezember 1992  | Mumbai        | Maharashtra       | [ 112 ]  | Muslimische Extremisten             |                                                                  | Brandstiftung, Steine, Säurebomben                  | Hinduistische Zivilisten          | 115  | 0         |                               |
| 09. Dezember 1992  |               | Assam             | [ 113 ]  | Muslimische Extremisten             |                                                                  |                                                     | Dorf                              | 61   | 0         |                               |

## 1993
| Datum/Beginn       | Stadt                                 | Bundesstaat                                       | Anschlag        | Täter                | Politische Ausrichtung | Mittel                    | Ziel | Tote | Verletzte | Hintergrund |
| ------------------ | ------------------------------------- | ------------------------------------------------- | --------------- | -------------------- | ---------------------- | ------------------------- | --- | ---- | --------- | ----------- |
| 12. März 1993      | Mumbai                                | Maharashtra                                       | [ 114 ] [ 115 ] | vermutlich D-Company |                        | 6 Autobomben, Sprengsätze | Air India-Büros, Bankgebäude, Universität, Busbahnhof, Krankenhäuser, Chhatrapati Shivaji Terminus, Hotels, Märkte, Shiv Sena-Parteibüro, Theater, Bombay Stock Exchange | 317  | 1400      |             |
| 16. März 1993      | Kalkutta                              | Westbengalen                                      | [ 114 ] [ 116 ] | Mohammad Rashid Khan |                        | Sprengstoff               | Wohngebäude, Zivilisten | 65   | 125       |             |
| 31. März 1993      | Gola Gokaran Nath                     | Uttar Pradesh                                     | [ 114 ]         |                      |                        | Sprengsatz                | Kino | 4    | 40        |             |
| 13. September 1993 | Neu-Delhi                             | Delhi                                             | [ 114 ]         |                      |                        | Autobombe                 | Maninderjeet Singh Bitta | 8    | 36        |             |
| 29. Oktober 1993   | Mumbai                                | Maharashtra                                       | [ 114 ]         |                      |                        | Sprengsatz                | Pendlerzug | 2    | 44        |             |
| 06. Dezember 1993  | Kishtwar, Hyderabad, Surat, Neu-Delhi | Jammu und Kashmir, Andhra Pradesh, Gujarat, Delhi | [ 114 ]         |                      |                        | Sprengstoff               | Bus, Expresszüge | 1    | 37        |             |

## 1994
| Datum/Beginn      | Stadt       | Bundesstaat       | Anschlag | Täter                    | Politische Ausrichtung                                           | Mittel                                     | Ziel                     | Tote | Verletzte | Hintergrund                   |
| ----------------- | ----------- | ----------------- | -------- | ------------------------ | ---------------------------------------------------------------- | ------------------------------------------ | ------------------------ | ---- | --------- | ----------------------------- |
| 23. Februar 1994  | Jammu       | Jammu und Kashmir | [ 117 ]  | Khalistan Zindabad Force | autonomistisch-sikhistisch                                       | Motorradbombe                              |                          | 3    | 35        |                               |
| 27. Mai 1994      |             | Assam             | [ 118 ]  | NDFB                     | autonomistisch, bodo-nationalistisch, marxistisch, sozialistisch | Automatische Schusswaffe(n), Brandstiftung | Muslimische Dorfbewohner | 22   | 0         | Assam-Konflikt                |
| 05. Juni 1994     | Rajnandgaon | Chhattisgarh      | [ 119 ]  |                          |                                                                  | Sprengstoff                                | Expresszug               | 2    | 25        |                               |
| 24. Juli 1994     |             | Assam             | [ 120 ]  | Bodo-Milizionäre         |                                                                  | Automatische Schusswaffen, Macheten        | Flüchtlingslager         | 70   | 100       | Assam-Konflikt                |
| 06. August 1994   | Srinagar    | Jammu und Kashmir | [ 121 ]  | Muslimische Extremisten  |                                                                  | Landmine                                   |                          | 6    | 32        | Aufstand in Kaschmir          |
| 25. August 1994   | nahe Jammu  | Jammu und Kashmir | [ 122 ]  | Khalistan Zindabad Force | autonomistisch-sikhistisch                                       | Sprengstoff                                | Schulbus                 | 7    | 29        |                               |
| 20. Oktober 1994  |             | Manipur           | [ 123 ]  | Chin-Extremisten         |                                                                  |                                            | Bus                      | 37   | 0         | Aufstand im Nordosten Indiens |
| 28. November 1994 |             | Jammu und Kashmir | [ 124 ]  | Muslimische Separatisten |                                                                  | Sprengsatz                                 | Bus                      | 8    | 29        | Aufstand in Kaschmir          |

## 1995
| Datum/Beginn       | Stadt      | Bundesstaat       | Anschlag        | Täter                           | Politische Ausrichtung       | Mittel               | Ziel                      | Tote    | Verletzte | Hintergrund          |
| ------------------ | ---------- | ----------------- | --------------- | ------------------------------- | ---------------------------- | -------------------- | ------------------------- | ------- | --------- | -------------------- |
| 26. Januar 1995    | Jammu      | Jammu und Kashmir | [ 125 ]         | Islamisten                      | islamistisch                 | 3 Sprengsätze        | Kundgebung                | 8       | 60        | Aufstand in Kaschmir |
| 10. Februar 1995   | Srinagar   | Jammu und Kashmir | [ 126 ]         | Muslimische Milizionäre         |                              | Schusswaffen         | Kontrollpunkt             | 7       | 37        | Aufstand in Kaschmir |
| 05. März 1995      | Kohima     | Nagaland          | [ 127 ]         | Naga-Extremisten                |                              | Schusswaffe(n)       | Konvoi, Sicherheitskräfte | 8       | 20        | Nagaland-Konflikt    |
| 20. Juli 1995      | Jammu      | Jammu und Kashmir | [ 128 ]         | Harkat ul-Ansar                 |                              | Motorrollerbombe     | Marktplatz                | 17      | 100       | Aufstand in Kaschmir |
| 26. Juli 1995      | Jammu      | Jammu und Kashmir | [ 129 ]         | Harkat ul-Ansar                 |                              | Motorrollerbombe     | Hindu-Tempel              | 1       | 42        | Aufstand in Kaschmir |
| 31. August 1995    | Chandigarh | Chandigarh        |                 | Babbar Khalsa                   | sikhistisch                  | Selbstmordattentäter |                           | 16 (+1) | 30        | Aufstand im Punjab   |
| 05. September 1995 | Srinagar   | Jammu und Kashmir |                 | Harkat ul-Ansar                 |                              | 2 Autobomben         | Bankgebäude               | 13      | 25        | Aufstand in Kaschmir |
| 24. September 1995 | Delhi      | Delhi             | [ 130 ] [ 131 ] | Khalistan Liberation Force      | autonomistisch-sikhistisch   | Sprengstoff          |                           | 0       | 46        |                      |
| 21. November 1995  | Neu-Delhi  | Delhi             | [ 132 ]         | Jammu and Kashmir Islamic Front | autonomistisch, islamistisch | Sprengsatz           | Restaurant                | 0       | 23        | Aufstand in Kaschmir |
| 06. Dezember 1995  | Ludhiana   | Punjab            | [ 134 ]         |                                 |                              | Sprengstoff          | Markt                     | 0       | 22        |                      |

## 1996
| Datum/Beginn       | Stadt     | Bundesstaat       | Anschlag                                | Täter                                  | Politische Ausrichtung                                       | Mittel                                  | Ziel          | Tote | Verletzte | Hintergrund                   |
| ------------------ | --------- | ----------------- | --------------------------------------- | -------------------------------------- | ------------------------------------------------------------ | --------------------------------------- | ------------- | ---- | --------- | ----------------------------- |
| 03. Januar 1996    | Neu-Delhi | Delhi             | [ 135 ]                                 | Jammu and Kashmir Islamic Front        |                                                              | Autobombe                               | Markt         | 13   | 38        | Aufstand in Kaschmir          |
| 12. April 1996     | Imphal    | Manipur           | [ 136 ] [ 137 ] [ 138 ] [ 139 ] [ 140 ] | PLA                                    | autonomistisch, maoistisch                                   | Sprengstoff                             |               | 5    | 35        | Aufstand im Nordosten Indiens |
| 16. April 1996     | Srinagar  | Jammu und Kashmir | [ 141 ]                                 |                                        |                                                              | Sprengstoff                             | Polizeianlage | 2    | 27        | Aufstand in Kaschmir          |
| 27. April 1996     |           | Uttar Pradesh     | [ 142 ]                                 | Separatisten                           | autonomistisch                                               | Sprengstoff                             | Bus           | 12   | 20        |                               |
| 21. Mai 1996       | Neu-Delhi | Delhi             | [ 143 ]                                 | JKLF                                   | autonomistisch                                               | Sprengstoff                             | Markt         | 13   | 38        | Aufstand in Kaschmir          |
| 22. Mai 1996       |           | Rajasthan         | [ 144 ]                                 |                                        |                                                              | Sprengstoff                             | Bus           | 8    | 30        |                               |
| 25. Mai 1996       |           | Jammu und Kashmir | [ 145 ]                                 |                                        |                                                              | Sprengstoff                             | Markt         | 1    | 46        | Aufstand in Kaschmir          |
| 29. Juli 1996      | Baramulla | Jammu und Kashmir | [ 146 ]                                 |                                        |                                                              | Granate                                 | Schrein       | 2    | 100       | Aufstand in Kaschmir          |
| 29. Juli 1996      | Srinagar  | Jammu und Kashmir | [ 147 ]                                 |                                        |                                                              | Granate                                 | Markt         |      | 25        | Aufstand in Kaschmir          |
| 21. September 1996 | Srinagar  | Jammu und Kashmir | [ 148 ]                                 | Muslimische Separatisten               |                                                              | Automatische Schusswaffe(n), Granate(n) | Wahllokale    | 1    | 24        | Aufstand in Kaschmir          |
| 02. Dezember 1996  | Ambala    | Haryana           | [ 149 ]                                 |                                        |                                                              | Sprengstoff                             | Zug           | 12   | 37        |                               |
| 09. Dezember 1996  |           | Nagaland          | [ 150 ]                                 | National Socialist Council of Nagaland | autonomistisch, naga-nationalistisch, evangelisch-christlich | Sturmgewehre                            | Buspassagiere | 30   | 31        | Nagaland-Konflikt             |
| 13. Dezember 1996  |           | Tripura           | [ 151 ]                                 | Separatisten                           | autonomistisch                                               | Schusswaffe(n)                          | Markt         | 20   | 17        | Aufstand im Nordosten Indiens |
| 30. Dezember 1996  |           | Assam             | [ 152 ]                                 | BLTF                                   | autonomistisch, bodo-nationalistisch                         | Sprengstoff                             | Zug           | 33   | 54        | Aufstand im Nordosten Indiens |

## 1997
| Datum/Beginn      | Stadt         | Bundesstaat       | Anschlag                | Täter                              | Politische Ausrichtung                                 | Mittel         | Ziel                       | Tote | Verletzte | Hintergrund                   |
| ----------------- | ------------- | ----------------- | ----------------------- | ---------------------------------- | ------------------------------------------------------ | -------------- | -------------------------- | ---- | --------- | ----------------------------- |
| 29. März 1997     |               | Jammu und Kashmir | [ 153 ]                 | vermutlich Muslimische Extremisten |                                                        | 2 Sprengsätze  | Bushaltestelle             | 18   | 53        | Aufstand in Kaschmir          |
| 18. Juni 1997     | Pulwama       | Jammu und Kashmir | [ 154 ]                 |                                    |                                                        | Sprengstoff    | Bushaltestelle             | 0    | 39        | Aufstand in Kaschmir          |
| 07. Juli 1997     |               | Manipur           | [ 155 ]                 | Chin-Extremisten                   |                                                        | Schusswaffe(n) | Dorf                       | 25   | 5         | Aufstand im Nordosten Indiens |
| 08. Juli 1997     | nahe Bathinda | Punjab            | [ 156 ]                 |                                    |                                                        | Sprengstoff    | Passagierzug               | 39   | 67        |                               |
| 26. August 1997   | Srinagar      | Jammu und Kashmir | [ 157 ]                 |                                    |                                                        | Sprengstoff    | Bus                        | 0    | 25        | Aufstand in Kaschmir          |
| 01. Oktober 1997  | Ghaziabad     | Uttar Pradesh     | [ 158 ]                 |                                    |                                                        | Sprengstoff    | Zug                        | 2    | 20        |                               |
| 01. Oktober 1997  | Delhi         | Delhi             | [ 159 ]                 |                                    |                                                        | Sprengstoff    | Festivalprozession         | 0    | 27        |                               |
| 18. Oktober 1997  | Neu-Delhi     | Delhi             | [ 160 ] [ 161 ]         | Shaheed Khalsa Force               |                                                        | Sprengstoff    |                            | 2    | 42        |                               |
| 26. Oktober 1997  | Neu-Delhi     | Delhi             | [ 162 ] [ 163 ]         |                                    |                                                        | Sprengstoff    | Markt/Märkte               | 2    | 64        |                               |
| 07. November 1997 |               | Tripura           | [ 164 ]                 | vermutlich NLFT                    | autonomistisch, tripurisch-nationalistisch, christlich | Landmine       | Grenzsoldaten in Lkws      | 20   |           | Tripura-Konflikt              |
| 19. November 1997 | Hyderabad     | Telangana         | [ 165 ]                 |                                    |                                                        | Autobombe      | Filmpremiere, Journalisten | 23   | 31        |                               |
| 30. November 1997 | Neu-Delhi     | Delhi             | [ 166 ] [ 167 ]         |                                    |                                                        | Sprengstoff    |                            | 4    | 116       |                               |
| 01. Dezember 1997 |               | Bihar             | [ 168 ]                 | Ranvir Sena                        |                                                        | Schusswaffen   | Marxistische Dorfbewohner  | 60   | 0         | Naxalitenaufstand             |
| 05. Dezember 1997 |               | Manipur           | [ 169 ]                 |                                    |                                                        | Schusswaffen   | Militärkonvoi              | 25   | 15        |                               |
| 06. Dezember 1997 |               | Tamil Nadu        | [ 170 ] [ 171 ] [ 172 ] |                                    |                                                        | Sprengstoff    | Zug/Züge                   | 30   | 225       |                               |
| 30. Dezember 1997 | Neu-Delhi     | Delhi             | [ 173 ]                 |                                    |                                                        | Sprengstoff    | Bus                        | 4    | 24        |                               |

## 1998
| Datum/Beginn      | Stadt      | Bundesstaat       | Anschlag | Täter           | Politische Ausrichtung               | Mittel                     | Ziel                     | Tote | Verletzte | Hintergrund                   |
| ----------------- | ---------- | ----------------- | -------- | --------------- | ------------------------------------ | -------------------------- | ------------------------ | ---- | --------- | ----------------------------- |
| 09. Januar 1998   | Neu-Delhi  | Delhi             | [ 174 ]  |                 |                                      | Sprengsatz                 | Zivilisten               | 0    | 44        |                               |
| 25. Januar 1998   |            | Jammu und Kashmir | [ 175 ]  |                 |                                      | Stichwaffen, Brandstiftung | Hinduistische Zivilisten | 23   |           | Aufstand in Kaschmir          |
| 14. Februar 1998  | Coimbatore | Tamil Nadu        | [ 176 ]  | Al Ummah        |                                      | 13 Sprengsätze             | Indische Zivilisten      | 58   | 200+      |                               |
| 22. April 1998    |            | Jammu und Kashmir | [ 177 ]  |                 |                                      | Schusswaffen               | Zivilisten               | 26   |           | Aufstand in Kaschmir          |
| 19. Juni 1998     |            | Jammu und Kashmir | [ 178 ]  |                 |                                      | Automatische Gewehre       | Hochzeit                 | 25   | 6         | Aufstand in Kaschmir          |
| 29. Juli 1998     |            | Assam             | [ 179 ]  | vermutlich BLTF | autonomistisch, bodo-nationalistisch | Sprengsatz                 | Markt                    | 11   | 29        | Assam-Konflikt                |
| 03. August 1998   |            | Himachal Pradesh  | [ 180 ]  |                 |                                      | Automatische Schusswaffen  | Bauarbeiter              | 26   | 11        |                               |
| 24. August 1998   | Guwahati   | Assam             | [ 181 ]  |                 |                                      | Sprengsatz                 | Bahnhof                  | 3    | 20        | Assam-Konflikt                |
| 07. November 1998 |            | Assam             | [ 182 ]  | vermutlich BLT  | autonomistisch, bodo-nationalistisch | Schusswaffen               | Polizisten               | 6    | 24        | Aufstand im Nordosten Indiens |
| 21. November 1998 | Anantnag   | Jammu und Kashmir | [ 183 ]  |                 |                                      | Granate                    | Polizeistation           | 1    | 40        | Aufstand in Kaschmir          |

## 1999
| Datum/Beginn      | Stadt     | Bundesstaat       | Anschlag | Täter                               | Politische Ausrichtung                                                  | Mittel                         | Ziel                          | Tote | Verletzte | Hintergrund          |
| ----------------- | --------- | ----------------- | -------- | ----------------------------------- | ----------------------------------------------------------------------- | ------------------------------ | ----------------------------- | ---- | --------- | -------------------- |
| 18. März 1999     |           | Bihar             | [ 184 ]  | MCC                                 | marxistisch-leninistisch-maoistisch                                     | Schusswaffen                   | Zivilisten                    | 32   | 6         | Naxalitenaufstand    |
| 01. April 1999    |           | Jammu und Kashmir | [ 185 ]  | Laschkar-e Taiba, Hizbul Mujahideen | salafistisch                                                            | Maschinengewehre, Granatwerfer | Militärlager                  | 31   |           | Aufstand in Kaschmir |
| 20. April 1999    | Rajouri   | Jammu und Kashmir | [ 186 ]  |                                     |                                                                         | Sprengsatz                     | Zivilisten                    | 5    | 33        | Aufstand in Kaschmir |
| 03. Juni 1999     | Delhi     | Delhi             | [ 187 ]  |                                     |                                                                         | Sprengsatz                     | Polizeiposten                 | 0    | 28        |                      |
| 22. Juni 1999     | Shiliguri | Westbengalen      | [ 188 ]  | vermutlich ULFA                     | autonomistisch, assamesisch-nationalistisch, marxistisch, sozialistisch | Sprengsatz                     | Bahnhof, Soldaten, Zivilisten | 10   | 80        | Assam-Konflikt       |
| 23. Oktober 1999  | Jammu     | Jammu und Kashmir | [ 189 ]  |                                     |                                                                         | Sprengstoff                    | Basar                         | 0    | 20        | Aufstand in Kaschmir |
| 11. November 1999 |           | Himachal Pradesh  | [ 190 ]  |                                     |                                                                         | Sprengsatz                     | Expresszug                    | 11   | 100       |                      |

## 2000
| Datum/Beginn      | Betroffenes Land | Anschlag          | Täter                           | Politische Ausrichtung  | Mittel                                                                  | Ziel                       | Tote                           | Verletzte | Hintergrund |                      |
| ----------------- | ---------------- | ----------------- | ------------------------------- | ----------------------- | ----------------------------------------------------------------------- | -------------------------- | ------------------------------ | --------- | ----------- | -------------------- |
| 03. Januar 2000   | Srinagar         | Jammu und Kashmir | [ 191 ]                         |                         |                                                                         | Landmine                   | Markt                          | 18        | 30          | Aufstand in Kaschmir |
| 06. Januar 2000   | Neu-Delhi        | Delhi             | [ 192 ]                         |                         |                                                                         | Sprengsatz                 | Passagierzug                   | 0         | 23          |                      |
| 20. Februar 2000  |                  | Madhya Pradesh    | [ 193 ]                         | vermutlich CPI          | marxistisch-leninistisch, maoistisch, links-nationalistisch             | Landmine                   | Polizeistreife                 | 22        |             | Naxalitenaufstand    |
| 21. März 2000     |                  | Jammu und Kashmir | [ 194 ]                         | Muslimische Extremisten |                                                                         | Schusswaffen               | Sikh-Zivilisten                | 35        | 1           | Aufstand in Kaschmir |
| 19. April 2000    | Sopore           | Jammu und Kashmir | [ 195 ]                         |                         |                                                                         | Granate                    | Militärkonvoi                  | 2         | 28          | Aufstand in Kaschmir |
| 21. Mai 2000      | Machilipatnam    | Andhra Pradesh    | [ 196 ]                         |                         |                                                                         | Sprengsatz                 | Kirche                         | 0         | 22          |                      |
| 21. Mai 2000      |                  | Tripura           | [ 197 ]                         | NLFT                    | autonomistisch, tripurisch-nationalistisch, christlich                  | Schusswaffen, Granaten     | Dorf                           | 25        |             | Tripura-Konflikt     |
| 24. Juli 2000     | Jalandhar        | Punjab            | [ 198 ]                         |                         |                                                                         | Sprengsatz                 | Bus                            | 7         | 20          |                      |
| 01. August 2000   | Pahalgam         | Jammu und Kashmir | [ 199 ]                         |                         |                                                                         | Sturmgewehre               | Zivilisten                     | 33 (+2)   | 94          | Aufstand in Kaschmir |
| 10. August 2000   | Srinagar         | Jammu und Kashmir | [ 200 ]                         | Hizbul Mujahideen       | autonomistisch                                                          | Autobombe                  | Sicherheitskräfte, Zivilisten  | 15        | 30          | Aufstand in Kaschmir |
| 13. August 2000   |                  | Jammu und Kashmir | [ 201 ] [ 202 ] [ 203 ] [ 204 ] | Hizbul Mujahideen       | autonomistisch                                                          | 2 Landminen, 2 Sprengsätze | Bus, Grenzsoldaten, Zivilisten | 5         | 38          | Aufstand in Kaschmir |
| 14. August 2000   |                  | Uttar Pradesh     | [ 205 ]                         |                         |                                                                         | Sprengsatz                 | Zug                            | 11        | 40          |                      |
| 07. Dezember 2000 |                  | Assam             | [ 206 ]                         | ULFA                    | autonomistisch, assamesisch-nationalistisch, marxistisch, sozialistisch | Schusswaffen               | Zivilisten                     | 26        | 16          | Assam-Konflikt       |
| 25. Dezember 2000 |                  | Jammu und Kashmir | [ 207 ]                         |                         |                                                                         | Autobombe                  | Militärhauptquartier           | 8         | 23          | Aufstand in Kaschmir |

## 2001
| Datum/Beginn       | Stadt     | Bundesstaat       | Anschlag | Täter                              | Politische Ausrichtung                                           | Mittel                                           | Ziel                                      | Tote    | Verletzte | Hintergrund                   |
| ------------------ | --------- | ----------------- | -------- | ---------------------------------- | ---------------------------------------------------------------- | ------------------------------------------------ | ----------------------------------------- | ------- | --------- | ----------------------------- |
| 05. Januar 2001    | Srinagar  | Jammu und Kashmir | [ 208 ]  |                                    |                                                                  | Granaten                                         | Militärfahrzeug                           | 0       | 27        | Aufstand in Kaschmir          |
| 07. Januar 2001    | Sopore    | Jammu und Kashmir | [ 209 ]  | Separatisten                       | autonomistisch                                                   | Granate                                          | Sicherheitskräfte in Fahrzeug, Zivilisten | 0       | 26        |                               |
| 21. Januar 2001    | Srinagar  | Jammu und Kashmir | [ 210 ]  |                                    |                                                                  | Landmine                                         | Fahrzeug                                  | 6       | 22        | Aufstand in Kaschmir          |
| 26. April 2001     |           | Jammu und Kashmir | [ 211 ]  |                                    |                                                                  | Granate                                          | Markt                                     | 2       | 22        | Aufstand in Kaschmir          |
| 02. Juni 2001      | Kupwara   | Jammu und Kashmir | [ 212 ]  | vermutlich Muslimische Extremisten |                                                                  | Granate                                          | Bushaltestelle, Militärpatrouille         | 2       | 32        | Aufstand in Kaschmir          |
| 08. Juni 2001      |           | Jammu und Kashmir | [ 213 ]  |                                    |                                                                  | Granate                                          | Moschee                                   | 4       | 50        | Aufstand in Kaschmir          |
| 25. Juni 2001      | Jammu     | Jammu und Kashmir | [ 214 ]  | vermutlich Muslimische Extremisten |                                                                  | Rollerbombe                                      | Bahnhof                                   | 0       | 40        | Aufstand in Kaschmir          |
| 07. August 2001    | Jammu     | Jammu und Kashmir | [ 215 ]  | Muslimische Extremisten            |                                                                  | Sturmgewehre                                     | Bahnhof                                   | 11 (+1) | 29 (+1)   | Aufstand in Kaschmir          |
| 14. August 2001    |           | Uttar Pradesh     | [ 216 ]  |                                    |                                                                  | Sprengstoff                                      | Zug                                       | 4       | 20        |                               |
| 08. September 2001 |           | Jammu und Kashmir | [ 217 ]  |                                    |                                                                  | Landmine                                         | Schulbus                                  | 1       | 20        | Aufstand in Kaschmir          |
| 25. September 2001 | Baghmara  | Meghalaya         | [ 218 ]  | vermutlich NDFB                    | autonomistisch, bodo-nationalistisch, marxistisch, sozialistisch | Sprengsatz                                       | Brücke, Expresszug                        | 0       | 100       | Aufstand im Nordosten Indiens |
| 01. Oktober 2001   | Srinagar  | Jammu und Kashmir | [ 219 ]  | Wajahat Hussain (Jaish-e Mohammed) | islamisch-fundamentalistisch                                     | Selbstmordattentäter mit Autobombe, Schusswaffen | Regierungsgebäude                         | 30 (+1) | 60        | Aufstand in Kaschmir          |
| 25. Oktober 2001   |           | Assam             | [ 220 ]  | vermutlich NDFB                    | autonomistisch, bodo-nationalistisch, marxistisch, sozialistisch | Sprengsatz                                       | Hindu-Festival                            | 4       | 24        | Aufstand im Nordosten Indiens |
| 18. November 2001  |           | Jammu und Kashmir | [ 221 ]  | Laschkar-e Taiba                   | salafistisch                                                     | Sturmgewehre, Maschinengewehre, Granaten         | Soldaten                                  | 14 (+2) | 29        | Aufstand in Kaschmir          |
| 23. November 2001  | Srinagar  | Jammu und Kashmir | [ 222 ]  | Muslimische Extremisten            |                                                                  | Granate                                          | Militärfahrzeug                           | 1       | 22        | Aufstand in Kaschmir          |
| 01. Dezember 2001  |           | Jammu und Kashmir | [ 223 ]  |                                    |                                                                  | Granate                                          | Grenzsoldaten, Zivilisten, Taxistand      | 0       | 45        | Aufstand in Kaschmir          |
| 08. Dezember 2001  | Baramulla | Jammu und Kashmir | [ 224 ]  | Rebellen                           |                                                                  | Schusswaffen                                     | Militärkonvoi                             | 7 (+2)  | 20        | Aufstand in Kaschmir          |

## 2002
| Datum/Beginn       | Stadt       | Bundesstaat       | Anschlag | Täter                                        | Politische Ausrichtung                                                                        | Mittel                      | Ziel                      | Tote    | Verletzte | Hintergrund                   |
| ------------------ | ----------- | ----------------- | -------- | -------------------------------------------- | --------------------------------------------------------------------------------------------- | --------------------------- | ------------------------- | ------- | --------- | ----------------------------- |
| 02. Januar 2002    | Srinagar    | Jammu und Kashmir | [ 225 ]  | vermutlich Islamisten                        | islamistisch                                                                                  | 3 Granaten                  | Zivilisten, Grenzsoldaten | 1       | 20        | Aufstand in Kaschmir          |
| 02. Januar 2002    | Srinagar    | Jammu und Kashmir | [ 226 ]  |                                              |                                                                                               | 3 Granaten                  | Zivilisten, Polizisten    | 0       | 29        | Aufstand in Kaschmir          |
| 22. März 2002      | Shopian     | Jammu und Kashmir | [ 227 ]  |                                              |                                                                                               | Granaten                    | Markt                     | 0       | 35        | Aufstand in Kaschmir          |
| 23. März 2002      | Srinagar    | Jammu und Kashmir | [ 228 ]  |                                              |                                                                                               | Granate                     | Zivilisten, Polizisten    | 2       | 22        | Aufstand in Kaschmir          |
| 30. März 2002      | Jammu       | Jammu und Kashmir | [ 229 ]  | Islamic Front                                |                                                                                               | Sturmgewehre, Granaten      | Hindu-Tempel, Zivilisten  | 8 (+2)  | 20        | Aufstand in Kaschmir          |
| 25. April 2002     |             | Jammu und Kashmir | [ 230 ]  |                                              |                                                                                               | Sprengsatz                  | Bus                       | 1       | 21        | Aufstand in Kaschmir          |
| 14. Mai 2002       | Jammu       | Jammu und Kashmir | [ 231 ]  |                                              |                                                                                               | Automatische Schusswaffen   | Militärstützpunkt, Bus    | 31 (+3) | 45        | Aufstand in Kaschmir          |
| 27. Juni 2002      | Anantnag    | Jammu und Kashmir | [ 232 ]  | vermutlich Muslimische Extremisten           |                                                                                               | Granate                     | Markt                     | 2       | 25        | Aufstand in Kaschmir          |
| 12. Juli 2002      | Jammu       | Jammu und Kashmir | [ 233 ]  | Laschkar-e Taiba                             | salafistisch                                                                                  | Schusswaffen                | Zivilisten                | 27      | 35        | Aufstand in Kaschmir          |
| 24. Juli 2002      | Anantnag    | Jammu und Kashmir | [ 234 ]  |                                              |                                                                                               | Granate                     | Polizisten                | 0       | 20        | Aufstand in Kaschmir          |
| 06. August 2002    | Pahalgam    | Jammu und Kashmir | [ 235 ]  | Laschkar-e Taiba                             | salafistisch                                                                                  | Schusswaffen, Sprengsätze   | Pilgerlager               | 6 (+2)  | 20        | Aufstand in Kaschmir          |
| 06. August 2002    |             | Jammu und Kashmir | [ 236 ]  | Al-Mansoorian                                |                                                                                               | Schusswaffen, Granaten      | Militärposten             | 6 (+1)  | 23        | Aufstand in Kaschmir          |
| 13. August 2002    |             | Jammu und Kashmir | [ 237 ]  |                                              |                                                                                               | Rakete, Schusswaffen        | Militärbus                | 4       | 23        | Aufstand in Kaschmir          |
| 13. August 2002    |             | Jammu und Kashmir | [ 238 ]  |                                              |                                                                                               | Granate                     | Sicherheitspatrouille     | 1       | 21        | Aufstand in Kaschmir          |
| 13. August 2002    |             | Meghalaya         | [ 239 ]  | NDFB, ULFA, Achik National Volunteer Council | autonomistisch, bodo-nationalistisch, assamesisch-nationalistisch, marxistisch, sozialistisch | Automatische Schusswaffe(n) | Lastwagen, Zivilisten     | 12      | 20        | Aufstand im Nordosten Indiens |
| 24. September 2002 | Gandhinagar | Gujarat           | [ 240 ]  |                                              |                                                                                               | Sturmgewehre, Handgranaten  | Hindu-Tempel              | 31 (+2) | 70        | Aufstand in Kaschmir          |
| 27. Oktober 2002   |             | Assam             | [ 241 ]  | NDFB                                         | autonomistisch, bodo-nationalistisch, marxistisch, sozialistisch                              | Schusswaffen                | Dorf                      | 22      | 12        | Aufstand im Nordosten Indiens |
| 23. November 2002  |             | Jammu und Kashmir | [ 242 ]  |                                              |                                                                                               | Landmine                    | Militärbus                | 12      | 23        | Aufstand in Kaschmir          |
| 24. November 2002  | Jammu       | Jammu und Kashmir | [ 243 ]  | Laschkar-e Taiba                             | salafistisch                                                                                  | Schusswaffen, Granaten      | Hindu-Tempel              | 11 (+2) | 52        | Aufstand in Kaschmir          |
| 02. Dezember 2002  | Mumbai      | Maharashtra       | [ 244 ]  |                                              |                                                                                               | Sprengsatz                  | Bus                       | 2       | 36        |                               |

## 2003
| Datum/Beginn       | Stadt    | Bundesstaat       | Anschlag | Täter                              | Politische Ausrichtung                                                  | Mittel                    | Ziel                           | Tote | Verletzte | Hintergrund                   |
| ------------------ | -------- | ----------------- | -------- | ---------------------------------- | ----------------------------------------------------------------------- | ------------------------- | ------------------------------ | ---- | --------- | ----------------------------- |
| 05. Januar 2003    | Kulgam   | Jammu und Kashmir | [ 245 ]  |                                    |                                                                         | Granate                   | Bushaltestelle                 | 0    | 35        | Aufstand in Kaschmir          |
| 19. Januar 2003    | Kulgam   | Jammu und Kashmir | [ 246 ]  | Muslimische Extremisten            |                                                                         | Granate                   | Polizeibus                     | 0    | 21        | Aufstand in Kaschmir          |
| 27. Januar 2003    | Mumbai   | Maharashtra       | [ 247 ]  | vermutlich SIMI                    | islamistisch                                                            | Sprengsatz                | Zivilisten                     | 0    | 27        |                               |
| 13. März 2003      | Mumbai   | Maharashtra       | [ 248 ]  |                                    |                                                                         | Sprengsatz                | Pendlerzug                     | 11   | 64        |                               |
| 13. März 2003      | Rajouri  | Jammu und Kashmir | [ 249 ]  | Muslimische Extremisten            |                                                                         | Sprengsatz                | Bus                            | 4    | 20        | Aufstand in Kaschmir          |
| 16. März 2003      |          | Assam             | [ 250 ]  | vermutlich ULFA                    | autonomistisch, assamesisch-nationalistisch, marxistisch, sozialistisch | Landmine                  | Polizeikonvoi                  | 7    | 54        | Aufstand im Nordosten Indiens |
| 23. März 2003      |          | Jammu und Kashmir | [ 251 ]  |                                    |                                                                         | Automatische Schusswaffen | Zivilisten                     | 24   | 0         | Aufstand in Kaschmir          |
| 12. April 2003     | Qazigund | Jammu und Kashmir | [ 252 ]  |                                    |                                                                         | Granate                   | Bushaltestelle                 | 1    | 24        | Aufstand in Kaschmir          |
| 05. Mai 2003       |          | Jammu und Kashmir | [ 253 ]  | vermutlich Hizbul Mujahideen       | autonomistisch, islamistisch                                            | Granate                   | Polizisten                     | 1    | 20        | Aufstand in Kaschmir          |
| 06. Mai 2003       | Pulwama  | Jammu und Kashmir | [ 254 ]  | vermutlich Muslimische Extremisten |                                                                         | Granate                   | Polizeistreife                 | 0    | 23        | Aufstand in Kaschmir          |
| 23. Juni 2003      | Shopian  | Jammu und Kashmir | [ 255 ]  |                                    |                                                                         | Granate                   | Bushaltestelle                 | 2    | 48        | Aufstand in Kaschmir          |
| 21. Juli 2003      | Katra    | Jammu und Kashmir | [ 256 ]  |                                    |                                                                         | 2 Granaten                | Hindu-Pilger                   | 7    | 42        | Aufstand in Kaschmir          |
| 28. Juli 2003      | Mumbai   | Maharashtra       | [ 257 ]  |                                    |                                                                         | Sprengsatz                | Bus                            | 5    | 31        |                               |
| 25. August 2003    | Mumbai   | Maharashtra       | [ 258 ]  | SIMI                               | islamistisch                                                            | 2 Autobomben              | Basar, Wahrzeichen, Zivilisten | 52   | 150       |                               |
| 06. September 2003 | Srinagar | Jammu und Kashmir | [ 259 ]  | Hizbul Mujahideen                  | autonomistisch, islamistisch                                            | Sprengsatz                | Markt                          | 6    | 25        | Aufstand in Kaschmir          |
| 11. September 2003 | Srinagar | Jammu und Kashmir | [ 260 ]  | Hizbul Mujahideen                  | autonomistisch, islamistisch                                            | Granate                   | Militärbunker                  | 1    | 20        | Aufstand in Kaschmir          |
| 20. Oktober 2003   | Srinagar | Jammu und Kashmir | [ 261 ]  |                                    |                                                                         | Granate                   | Bushaltestelle                 | 2    | 58        | Aufstand in Kaschmir          |
| 28. Oktober 2003   | Srinagar | Jammu und Kashmir | [ 262 ]  | Kashmir Freedom Force              |                                                                         | Granate                   | Zentraltelegraphenamt          | 0    | 36        | Aufstand in Kaschmir          |
| 02. Dezember 2003  | Anantnag | Jammu und Kashmir | [ 263 ]  |                                    |                                                                         | Granate                   | Polizeistation                 | 0    | 21        | Aufstand in Kaschmir          |

## 2004
| Datum/Beginn      | Stadt     | Bundesstaat       | Anschlag        | Täter                            | Politische Ausrichtung                                                                        | Mittel                 | Ziel                              | Tote   | Verletzte | Hintergrund                   |
| ----------------- | --------- | ----------------- | --------------- | -------------------------------- | --------------------------------------------------------------------------------------------- | ---------------------- | --------------------------------- | ------ | --------- | ----------------------------- |
| 01. Januar 2004   | Srinagar  | Jammu und Kashmir | [ 264 ]         |                                  |                                                                                               | Sprengsatz             | Friedenskundgebung                | 0 (+1) | 20        | Aufstand in Kaschmir          |
| 02. Januar 2004   | Jammu     | Jammu und Kashmir | [ 265 ]         |                                  |                                                                                               | Schusswaffen, Granaten | Bahnhof                           | 5 (+2) | 20        | Aufstand in Kaschmir          |
| 09. Januar 2004   | Jammu     | Jammu und Kashmir | [ 266 ]         |                                  |                                                                                               | Granate                | Moschee                           | 2      | 20        | Aufstand in Kaschmir          |
| 07. Februar 2004  | Shopian   | Jammu und Kashmir | [ 267 ]         |                                  |                                                                                               | Granate                | Militärpatrouille                 | 3      | 30        | Aufstand in Kaschmir          |
| 20. März 2004     |           | Jammu und Kashmir | [ 268 ]         |                                  |                                                                                               | Motorradbombe          | Militärkonvoi                     | 2      | 40        | Aufstand in Kaschmir          |
| 05. April 2004    | Pulwama   | Jammu und Kashmir | [ 269 ]         |                                  |                                                                                               | Granate                | Militärfahrzeug                   | 8      | 57        | Aufstand in Kaschmir          |
| 08. April 2004    | Uri       | Jammu und Kashmir | [ 270 ]         | Save Kashmir Movement            |                                                                                               | Granate                | Wahlkampfveranstaltung            | 9      | 30        | Aufstand in Kaschmir          |
| 08. April 2004    |           | Jharkhand         | [ 271 ]         | PWG                              | marxistisch-leninistisch-maoistisch                                                           | Landminen              | Polizisten                        | 26     |           | Naxalitenaufstand             |
| 14. April 2004    |           | Jammu und Kashmir | [ 272 ]         | vermutlich Laschkar-e Taiba      | salafistisch                                                                                  | Granate                | Zivilisten                        | 1      | 22        | Aufstand in Kaschmir          |
| 21. Mai 2004      |           | Jammu und Kashmir | [ 273 ]         | vermutlich Hizbul Mujahideen     | autonomistisch, islamistisch                                                                  | Sprengsatz             | Militärposten                     | 3      | 22        | Aufstand in Kaschmir          |
| 23. Mai 2004      |           | Jammu und Kashmir | [ 274 ]         | Hizbul Mujahideen                | autonomistisch, islamistisch                                                                  | Landmine               | Bus, Grenzsoldaten                | 28     |           | Aufstand in Kaschmir          |
| 09. Juni 2004     |           | Assam             | [ 275 ]         |                                  |                                                                                               | Granate                | Kino, Jordanische Zivilisten      | 0      | 23        | Aufstand im Nordosten Indiens |
| 12. Juni 2004     |           | Pahalgam          | [ 276 ]         |                                  |                                                                                               | Granate                | Hotel                             | 4      | 28        | Aufstand in Kaschmir          |
| 02. Juli 2004     |           | Jammu und Kashmir | [ 277 ] [ 278 ] |                                  |                                                                                               | Granate, Sprengsatz    | Markt, Polizisten, Zivilisten     | 2      | 38        | Aufstand in Kaschmir          |
| 26. Juli 2004     | Baramulla | Jammu und Kashmir | [ 279 ]         |                                  |                                                                                               | Granate                | Sicherheitskräfte vor Krankenhaus | 1      | 34        | Aufstand in Kaschmir          |
| 14. August 2004   |           | Assam             | [ 280 ]         | vermutlich ULFA                  | autonomistisch, assamesisch-nationalistisch, marxistisch, sozialistisch                       | Granate                | Kino                              | 0      | 20        | Aufstand im Nordosten Indiens |
| 25. August 2004   |           | Assam             | [ 281 ] [ 282 ] | ULFA                             | autonomistisch, assamesisch-nationalistisch, marxistisch, sozialistisch                       | 2 Sprengsätze          | Busse                             | 4      | 37+       | Aufstand im Nordosten Indiens |
| 02. Oktober 2004  | Dimapur   | Nagaland          | [ 283 ]         | vermutlich NDFB, vermutlich ULFA | autonomistisch, bodo-nationalistisch, assamesisch-nationalistisch, marxistisch, sozialistisch | Sprengsatz             | Bahnhof                           | 12     | 40        | Aufstand im Nordosten Indiens |
| 01. November 2004 | Shopian   | Jammu und Kashmir | [ 284 ]         |                                  |                                                                                               | Granate                | Moschee                           | 0      | 21        | Aufstand in Kaschmir          |
| 08. Dezember 2004 | Anantnag  | Jammu und Kashmir | [ 285 ]         |                                  |                                                                                               | Granate                | Polizeipatrouille                 | 0      | 26        | Aufstand in Kaschmir          |
| 14. Dezember 2004 | Nagaon    | Assam             | [ 286 ]         | vermutlich ULFA                  | autonomistisch, assamesisch-nationalistisch, marxistisch, sozialistisch                       | Sprengsätze            |                                   | 2      | 44        | Aufstand im Nordosten Indiens |
| 24. Dezember 2004 |           | Jammu und Kashmir | [ 287 ]         |                                  |                                                                                               | Granate                | Polizeilager                      | 2      | 39        | Aufstand in Kaschmir          |

## 2005
| Datum/Beginn       | Stadt      | Bundesstaat       | Anschlag                       | Täter                | Politische Ausrichtung                                                    | Mittel                              | Ziel                               | Tote   | Verletzte | Hintergrund                   |
| ------------------ | ---------- | ----------------- | ------------------------------ | -------------------- | ------------------------------------------------------------------------- | ----------------------------------- | ---------------------------------- | ------ | --------- | ----------------------------- |
| 13. Februar 2005   | Shopian    | Jammu und Kashmir | [ 288 ]                        |                      |                                                                           | Granate                             | Militärfahrzeug                    | 0      | 25        | Aufstand in Kaschmir          |
| 11. Mai 2005       | Srinagar   | Jammu und Kashmir | [ 289 ]                        | Al-Nasireen Group    |                                                                           | Autobombe                           | Klinik, Polizisten, Zivilisten     | 5 (+3) | 36        | Aufstand in Kaschmir          |
| 12. Mai 2005       | Srinagar   | Jammu und Kashmir | [ 290 ]                        |                      |                                                                           | Granate                             | Missionsschule                     | 2      | 59        | Aufstand in Kaschmir          |
| 17. Mai 2005       | Srinagar   | Jammu und Kashmir | [ 291 ]                        |                      |                                                                           | Granate, Schusswaffen               | Beerdigung                         | 2      | 20        | Aufstand in Kaschmir          |
| 22. Mai 2005       | Neu-Delhi  | Delhi             | [ 292 ] [ 293 ]                |                      |                                                                           | 2 Sprengsätze                       | Kinos                              | 1      | 50        |                               |
| 13. Juni 2005      | Pulwama    | Jammu und Kashmir | [ 294 ]                        | United Jihad Council |                                                                           | Autobombe                           | Polizeicamp, Schule                | 15     | 100       | Aufstand in Kaschmir          |
| 19. Juni 2005      |            | Chhattisgarh      | [ 295 ]                        | CPI                  | kommunistisch, marxistisch-leninistisch-maoistisch, links-nationalistisch | Landminen, Gewehre, Pfeil und Bogen | Zivilisten                         | 8      | 100       | Naxalitenaufstand             |
| 21. Juni 2005      |            | Chhattisgarh      | [ 296 ]                        | Maoisten             | maoistisch                                                                |                                     | Zivilisten                         | 8      | 30        | Naxalitenaufstand             |
| 28. Juli 2005      |            | Uttar Pradesh     | Eisenbahnunfall von Harpalganj |                      |                                                                           | Sprengsatz                          | Expresszug                         | 14     | 62        |                               |
| 09. August 2005    | Karimnagar | Telangana         | [ 299 ]                        | Laschkar-e Taiba     | salafistisch                                                              | Sprengsatz                          | Bushaltestelle                     | 0      | 20        | Aufstand in Kaschmir          |
| 04. September 2005 |            | Chhattisgarh      | [ 300 ]                        | CPI                  | kommunistisch, marxistisch-leninistisch-maoistisch, links-nationalistisch | Landmine                            | Militärfahrzeug, Indische Soldaten | 24     | 3         | Naxalitenaufstand             |
| 29. September 2005 | Srinagar   | Jammu und Kashmir | [ 301 ]                        |                      |                                                                           | Granate                             |                                    | 0      | 20        | Aufstand in Kaschmir          |
| 17. Oktober 2005   |            | Assam             | [ 302 ]                        |                      |                                                                           | Schusswaffen                        | Busse, Zivilisten                  | 25     | 4         | Aufstand im Nordosten Indiens |
| 29. Oktober 2005   | Neu-Delhi  | Delhi             | [ 303 ]                        | Laschkar-e Taiba     | salafistisch                                                              | 3 Sprengsätze                       | Märkte                             | 55     | 155       | Aufstand in Kaschmir          |
| 15. November 2005  |            | Jammu und Kashmir | [ 304 ]                        |                      |                                                                           | Granate, Schusswaffen               | Kundgebung                         | 2      | 60        | Aufstand in Kaschmir          |
| 16. November 2005  |            | Jammu und Kashmir | [ 305 ]                        | Al-Arifeen           |                                                                           | Selbstmordattentäter mit Autobombe  | Bankgebäude, Zivilisten            | 2      | 45        | Aufstand in Kaschmir          |

## 2006
| Datum/Beginn       | Stadt     | Bundesstaat       | Anschlag                                | Täter                              | Politische Ausrichtung                                                    | Mittel                                                     | Ziel                                             | Tote   | Verletzte | Hintergrund                   |
| ------------------ | --------- | ----------------- | --------------------------------------- | ---------------------------------- | ------------------------------------------------------------------------- | ---------------------------------------------------------- | ------------------------------------------------ | ------ | --------- | ----------------------------- |
| 19. Februar 2006   | Ahmedabad | Gujarat           | [ 306 ]                                 |                                    |                                                                           | Sprengsatz                                                 | Bahnhof                                          | 0      | 25        | Aufstand in Kaschmir          |
| 25. Februar 2006   |           | Chhattisgarh      | [ 307 ]                                 | vermutlich CPI                     | kommunistisch, marxistisch-leninistisch-maoistisch, links-nationalistisch | Schusswaffen                                               | Zivilisten                                       | 2      | 25        | Naxalitenaufstand             |
| 28. Februar 2006   |           | Chhattisgarh      | [ 308 ]                                 | vermutlich CPI                     | kommunistisch, marxistisch-leninistisch-maoistisch, links-nationalistisch | Sprengstoff                                                | Lastwagen, Zivilisten                            | 55     | 20        | Naxalitenaufstand             |
| 07. März 2006      | Varanasi  | Uttar Pradesh     | [ 309 ]                                 | Lashkar-e Qahab                    |                                                                           | Sprengsätze                                                | Tempel, Bahnhof, Zivilisten                      | 28     | 100+      | Aufstand in Kaschmir          |
| 01. Mai 2006       |           | Jammu und Kashmir | [ 310 ]                                 | Laschkar-e Taiba                   | salafistisch                                                              | Schusswaffen, Entführung                                   | Zivilisten                                       | 22     | 6         | Aufstand in Kaschmir          |
| 13. Mai 2006       |           | Jammu und Kashmir | [ 311 ]                                 |                                    |                                                                           | Granaten                                                   | Zivilisten                                       | 2      | 23        | Aufstand in Kaschmir          |
| 21. Mai 2006       |           | Jammu und Kashmir | [ 312 ] [ 313 ] [ 314 ] [ 315 ] [ 316 ] |                                    |                                                                           | Granaten, Schusswaffen, Selbstmordattentäter mit Autobombe | Zivilisten, Polizisten, Grenzsoldaten, Touristen | 7 (+3) | 110       | Aufstand in Kaschmir          |
| 12. Juni 2006      |           | Jammu und Kashmir | [ 317 ]                                 |                                    |                                                                           | Granate                                                    | Bushaltestelle                                   | 1      | 20        | Aufstand in Kaschmir          |
| 22. Juni 2006      | Srinagar  | Jammu und Kashmir | [ 318 ]                                 |                                    |                                                                           | Granate                                                    | Sufi-Pilger                                      | 2      | 21        | Aufstand in Kaschmir          |
| 08. Juli 2006      |           | Jammu und Kashmir | [ 319 ]                                 |                                    |                                                                           | Granate                                                    | Kirche                                           | 5      | 45        | Aufstand in Kaschmir          |
| 11. Juli 2006      | Mumbai    | Maharashtra       | Bombenanschläge in Mumbai 2006          | Laschkar-e Taiba                   | islamistisch                                                              | 7 Schnellkochtopfbomben                                    | Verkehr                                          | 209    | 817       | Aufstand in Kaschmir          |
| 17. Juli 2006      |           | Chhattisgarh      | [ 321 ]                                 | Naxaliten                          | maoistisch                                                                | Stichwaffen, Brandstiftung                                 | Salwa Judum-Camp                                 | 25     |           | Naxalitenaufstand             |
| 16. August 2006    | Imphal    | Manipur           | [ 322 ]                                 | vermutlich Kanglei Yawol Kanna Lup |                                                                           | Sprengstoff                                                | Hindu-Tempel                                     | 5      | 50        | Aufstand im Nordosten Indiens |
| 08. September 2006 | Malegaon  | Maharashtra       | [ 323 ]                                 | vermutlich Abhinav Bharat          | hinduistisch-nationalistisch                                              | Sprengstoff                                                | Muslimische Einrichtungen                        | 24     | 100+      |                               |
| 02. Oktober 2006   |           | Assam             | [ 324 ]                                 | vermutlich ULFA                    | autonomistisch, assamesisch-nationalistisch, marxistisch, sozialistisch   | Granate                                                    | Hindu-Festival                                   | 1      | 20        | Aufstand im Nordosten Indiens |
| 04. Oktober 2006   | Srinagar  | Jammu und Kashmir | [ 325 ]                                 | Al-Mansoorian                      |                                                                           | Granaten, Sturmgewehre                                     | Polizeicamp                                      | 8 (+2) | 22        | Aufstand in Kaschmir          |
| 28. Oktober 2006   | Sopore    | Jammu und Kashmir | [ 326 ]                                 |                                    |                                                                           | Granate                                                    | Polizeistreife                                   | 1      | 23        | Aufstand in Kaschmir          |
| 28. Oktober 2006   |           | Assam             | [ 327 ]                                 | ULFA                               | autonomistisch, assamesisch-nationalistisch, marxistisch, sozialistisch   | Sprengsatz                                                 | Zivilisten                                       | 3      | 20        | Aufstand im Nordosten Indiens |
| 06. November 2006  | Guwahati  | Assam             | [ 328 ]                                 | ULFA                               | autonomistisch, assamesisch-nationalistisch, marxistisch, sozialistisch   | Sprengstoff                                                |                                                  | 15     | 50        | Aufstand im Nordosten Indiens |
| 10. November 2006  |           | Jammu und Kashmir | [ 329 ]                                 | vermutlich Hizbul Mujahideen       | autonomistisch, islamistisch                                              | Granate                                                    | Moschee                                          | 4      | 40        | Aufstand in Kaschmir          |
| 14. November 2006  | Srinagar  | Jammu und Kashmir | [ 330 ]                                 | Hizbul Mujahideen                  | autonomistisch, islamistisch                                              | Autobombe, Landmine                                        | Bushaltestelle, Polizeicamp, Soldaten            | 0      | 31        | Aufstand in Kaschmir          |
| 20. November 2006  |           | Westbengalen      | [ 331 ]                                 |                                    |                                                                           | Sprengsatz                                                 | Passagierzug                                     | 8      | 60        | Aufstand im Nordosten Indiens |

## 2007
| Datum/Beginn       | Stadt     | Bundesstaat       | Anschlag                                 | Täter                                        | Politische Ausrichtung                                                    | Mittel                                | Ziel              | Tote   | Verletzte | Hintergrund                                  |
| ------------------ | --------- | ----------------- | ---------------------------------------- | -------------------------------------------- | ------------------------------------------------------------------------- | ------------------------------------- | ----------------- | ------ | --------- | -------------------------------------------- |
| 05. Januar 2007    |           | Assam             | [ 332 ]                                  | ULFA                                         | autonomistisch, assamesisch-nationalistisch, marxistisch, sozialistisch   | Schusswaffen                          | Arbeiter          | 48     | 19        | Aufstand im Nordosten Indiens                |
| 06. Januar 2007    | Shopian   | Jammu und Kashmir | [ 333 ]                                  |                                              |                                                                           | Granate                               | Militärpatrouille | 1      | 25        | Aufstand in Kaschmir                         |
| 17. Januar 2007    | Guwahati  | Assam             | [ 334 ]                                  | vermutlich ULFA                              | autonomistisch, assamesisch-nationalistisch, marxistisch, sozialistisch   | Selbstmordattentäter                  | Markt             | 1 (+1) | 26        | Aufstand im Nordosten Indiens                |
| 20. Januar 2007    | Tinsukia  | Assam             | [ 335 ]                                  | vermutlich ULFA                              | autonomistisch, assamesisch-nationalistisch, marxistisch, sozialistisch   | Motorradbombe                         | Zivilisten        | 2      | 20        | Aufstand im Nordosten Indiens                |
| 18. Februar 2007   |           | Haryana           | Bombenanschlag auf den Samjhauta Express | vermutlich Abhinav Bharat / Laschkar-e Taiba | hinduistisch-nationalistisch / salafistisch                               | Sprengsätze                           | Expresszug        | 70     | 50        |                                              |
| 15. März 2007      |           | Chhattisgarh      | [ 337 ]                                  | CPI                                          | kommunistisch, marxistisch-leninistisch-maoistisch, links-nationalistisch | Gewehre, Granaten, Brandbomben        | Polizeiposten     | 55     | 12        | Naxalitenaufstand                            |
| 09. April 2007     |           | Tamil Nadu        | [ 338 ]                                  | vermutlich LTTE                              | autonomistisch, tamilisch-sozialistisch                                   | Autobombe                             | Zivilisten        | 20     | 18        | Bürgerkrieg in Sri Lanka                     |
| 18. Mai 2007       | Hyderabad | Telangana         | [ 339 ]                                  |                                              |                                                                           | 3 Sprengsätze                         | Moschee           | 13     | 64        |                                              |
| 26. Mai 2007       | Guwahati  | Assam             | [ 340 ]                                  | vermutlich ULFA                              | autonomistisch, assamesisch-nationalistisch, marxistisch, sozialistisch   | Sprengsatz                            | Zivilisten        | 8      | 20        | Aufstand im Nordosten Indiens                |
| 13. Juni 2007      |           | Assam             | [ 341 ]                                  | ULFA                                         | autonomistisch, assamesisch-nationalistisch, marxistisch, sozialistisch   | Sprengsatz                            | Markt             | 1      | 40        | Aufstand im Nordosten Indiens                |
| 09. Juli 2007      |           | Chhattisgarh      | [ 342 ]                                  | Maoisten                                     | maoistisch                                                                | Automatische Schusswaffen, Artillerie | Polizisten        | 24     |           | Naxalitenaufstand                            |
| 25. August 2007    | Hyderabad | Telangana         | [ 343 ]                                  | vermutlich Harkat-ul-Jihad al-Islami         | islamisch-fundamentalistisch                                              | Sprengstoff                           | Park              | 40+    | 100+      |                                              |
| 30. September 2007 |           | Assam             | [ 344 ]                                  | vermutlich ULFA                              | autonomistisch, assamesisch-nationalistisch, marxistisch, sozialistisch   | Sprengsätze                           | Zivilisten        | 5      | 60        | Aufstand im Nordosten Indiens Assam-Konflikt |
| 14. Oktober 2007   | Ludhiana  | Punjab            | [ 345 ]                                  | Babbar Khalsa                                | autonomistisch-sikhistisch                                                | Sprengsatz                            | Kino              | 6      | 37        |                                              |
| 24. November 2007  |           | Uttar Pradesh     | [ 346 ] [ 347 ] [ 348 ]                  |                                              |                                                                           | 3 Sprengsätze                         | Gerichtsgebäude   | 39     | 180       |                                              |
| 25. November 2007  |           | Assam             | [ 349 ] [ 350 ] [ 351 ]                  | vermutlich ULFA                              | autonomistisch, assamesisch-nationalistisch, marxistisch, sozialistisch   | 3 Sprengsätze                         | Zivilisten        | 6      | 54        | Aufstand im Nordosten Indiens Assam-Konflikt |

## 2008
| Datum/Beginn       | Stadt         | Bundesstaat       | Anschlag | Täter                                               | Politische Ausrichtung                                                         | Mittel                                  | Ziel                                                                                     | Tote      | Verletzte | Hintergrund                   |
| ------------------ | ------------- | ----------------- | --- | --------------------------------------------------- | ------------------------------------------------------------------------------ | --------------------------------------- | ---------------------------------------------------------------------------------------- | --------- | --------- | ----------------------------- |
| 15. Februar 2008   |               | Odisha            | [ 352 ] | Maoisten                                            | maoistisch                                                                     | Schusswaffen                            | Polizeigebäude                                                                           | 14 (+20)  | 10        | Naxalitenaufstand             |
| 15. März 2008      |               | Assam             | [ 353 ] | vermutlich ULFA                                     | autonomistisch, assamesisch-nationalistisch, marxistisch, sozialistisch        | Granate                                 | Veranstaltung                                                                            | 4         | 53        | Aufstand im Nordosten Indiens |
| 19. März 2008      | Srinagar      | Jammu und Kashmir | [ 354 ] | Al-Madina                                           |                                                                                | Sprengsatz                              | Brücke                                                                                   | 0         | 24        | Aufstand in Kaschmir          |
| 10. April 2008     | Howraghat     | Assam             | [ 355 ] | vermutlich Karbi Longri N.C. Hills Liberation Front | autonomistisch, karbi-sozialistisch                                            | Sprengsatz auf Fahrrad                  | Wochenmarkt                                                                              | 0         | 35        | Aufstand im Nordosten Indiens |
| 29. Juni 2008      |               | Assam             | [ 356 ] | ULFA                                                | autonomistisch, assamesisch-nationalistisch, marxistisch, sozialistisch        | 2 Sprengsätze                           | Polizisten, Zivilisten                                                                   | 6         | 35        | Aufstand im Nordosten Indiens |
| 02. Juli 2008      | Bhaderwah     | Jammu und Kashmir | [ 357 ] |                                                     |                                                                                | Granate                                 | Demonstranten                                                                            | 1         | 20        | Aufstand in Kaschmir          |
| 16. Juli 2008      |               | Odisha            | [ 358 ] | CPI                                                 | marxistisch-leninistisch, maoistisch, links-nationalistisch                    | Landmine                                | Polizeifahrzeug                                                                          | 20        | 0         | Naxalitenaufstand             |
| 17. Juli 2008      | Banihal       | Jammu und Kashmir | [ 359 ] | Laschkar-e Taiba                                    | salafistisch                                                                   | Granate                                 | Bushaltestelle                                                                           | 0         | 42        |                               |
| 26. Juli 2008      | Ahmedabad     | Gujarat           | [ 360 ] [ 361 ] [ 362 ] [ 363 ] [ 364 ] [ 365 ] [ 366 ] [ 367 ] [ 368 ] [ 369 ] [ 370 ] [ 371 ] [ 372 ] [ 373 ] [ 374 ] [ 375 ] [ 376 ] | Indian Mujahideen                                   | islamisch-fundamentalistisch, panislamisch                                     | 17 Sprengsätze auf Fahrrädern           | Bus, Bahnhof, Bushaltestellen, Tempel, Krankenhaus, Märkte, Restaurant, Kino, Zivilisten | 56        | 200       |                               |
| 13. September 2008 | Neu-Delhi     | Delhi             | [ 377 ] [ 378 ] [ 379 ] [ 380 ] [ 381 ] [ 382 ] [ 383 ]                                                                                 |                                                     |                                                                                | Sprengsätze                             | India Gate, Kino, Parks, U-Bahn-Terminal, Märkte, Zivilisten                             | 24        | 63        |                               |
| 18. September 2008 | Bongaigaon    | Assam             | [ 384 ] | vermutlich ULFA                                     | autonomistisch, assamesisch-nationalistisch, marxistisch, sozialistisch        | Sprengsatz                              | Regierungsgebäude, Markt                                                                 | 0         | 22        | Assam-Konflikt                |
| 27. September 2008 | Neu-Delhi     | Delhi             | [ 385 ] |                                                     |                                                                                | Sprengsatz                              | Blumenmarkt, Zivilisten                                                                  | 3         | 22        |                               |
| 29. September 2008 | Malegaon      | Maharashtra       | [ 386 ] |                                                     |                                                                                | Motorradbombe                           | Hotel, Moschee                                                                           | 4         | 61        |                               |
| 30. September 2008 | nahe Agartala | Tripura           | [ 387 ] [ 388 ] [ 389 ] [ 390 ] [ 391 ]                                                                                                 | vermutlich Harkat-ul-Jihad al-Islami                | islamisch-fundamentalistisch                                                   | 6 Sprengsätze                           | Meditationszentrum, Märkte, Bus                                                          | 4         | 76        |                               |
| 30. Oktober 2008   |               | Assam             | [ 392 ] [ 393 ] | NDFB                                                | autonomistisch, boro-nationalistisch, marxistisch, sozialistisch, demokratisch | Autobomben                              | Zivilisten                                                                               | 81        | 470       | Aufstand im Nordosten Indiens |
| 26. November 2008  | Mumbai        | Maharashtra       | Anschläge am 26. November 2008 in Mumbai                                                                                                | Deccan Mujahideen, Laschkar-e Taiba                 | islamistisch                                                                   | Kalaschnikows, Granaten, RDX-Zeitbomben | Bahnhof, 2 Hotels, Leopold Cafe, Krankenhaus, Bürokomplex, Tankstelle                    | 172 (+11) | 327+ (+1) |                               |
| 02. Dezember 2008  | Diphu         | Assam             | [ 403 ] | vermutlich Karbi Longri N.C. Hills Liberation Front | autonomistisch, karbi-sozialistisch                                            | Sprengsatz                              | Passagierzug                                                                             | 3         | 30        | Aufstand im Nordosten Indiens |

## 2009
| Datum/Beginn      | Stadt    | Bundesstaat  | Anschlag                | Täter           | Politische Ausrichtung                                                    | Mittel        | Ziel                                | Tote | Verletzte | Hintergrund                   |
| ----------------- | -------- | ------------ | ----------------------- | --------------- | ------------------------------------------------------------------------- | ------------- | ----------------------------------- | ---- | --------- | ----------------------------- |
| 01. Januar 2009   | Guwahati | Assam        | [ 404 ] [ 405 ] [ 406 ] | vermutlich ULFA | autonomistisch, assamesisch-nationalistisch, marxistisch, sozialistisch   | 3 Sprengsätze | Märkte                              | 5    | 50        | Aufstand im Nordosten Indiens |
| 06. April 2009    | Guwahati | Assam        | [ 407 ]                 | vermutlich ULFA | autonomistisch, assamesisch-nationalistisch, marxistisch, sozialistisch   | Autobombe     | Markt                               | 9    | 57        | Aufstand im Nordosten Indiens |
| 12. Juni 2009     |          | Jharkhand    | [ 408 ]                 | vermutlich CPI  | kommunistisch, marxistisch-leninistisch-maoistisch, links-nationalistisch | Schusswaffen  | Bankgebäude, Polizisten, Zivilisten | 12   | 24        | Naxalitenaufstand             |
| 12. Juli 2009     |          | Chhattisgarh | [ 409 ] [ 410 ]         | CPI             | kommunistisch, marxistisch-leninistisch-maoistisch, links-nationalistisch | Schusswaffen  | Polizisten                          | 25   | 0         | Naxalitenaufstand             |
| 19. November 2009 |          | Jharkhand    | [ 411 ]                 | vermutlich CPI  | kommunistisch, marxistisch-leninistisch-maoistisch, links-nationalistisch | Sprengsatz    | Zug                                 | 2    | 45        | Naxalitenaufstand             |
| 22. November 2009 |          | Assam        | [ 412 ]                 | vermutlich ULFA | autonomistisch, assamesisch-nationalistisch, marxistisch, sozialistisch   | Sprengsatz    | Hotel                               | 8    | 54        | Aufstand im Nordosten Indiens |

## 2010
| Datum/Beginn      | Stadt    | Bundesstaat   | Anschlag                      | Täter             | Politische Ausrichtung                                                    | Mittel                                   | Ziel                               | Tote    | Verletzte | Hintergrund                   |
| ----------------- | -------- | ------------- | ----------------------------- | ----------------- | ------------------------------------------------------------------------- | ---------------------------------------- | ---------------------------------- | ------- | --------- | ----------------------------- |
| 13. Februar 2010  | Pune     | Maharashtra   | [ 413 ]                       |                   |                                                                           | Sprengsatz                               | Deutsche Bäckerei                  | 16      | 60        |                               |
| 15. Februar 2010  |          | Westbengalen  | [ 414 ]                       | CPI               | kommunistisch, marxistisch-leninistisch-maoistisch, links-nationalistisch | Schusswaffen, Brandstiftung              | Polizeilager                       | 24      | 7         | Naxalitenaufstand             |
| 17. Februar 2010  |          | Bihar         | [ 415 ]                       | vermutlich CPI    | kommunistisch, marxistisch-leninistisch-maoistisch, links-nationalistisch | Schusswaffen, Brandstiftung, Sprengstoff | Dorf                               | 11      | 20        | Naxalitenaufstand             |
| 06. April 2010    |          | Chhattisgarh  | [ 416 ]                       | CPI               | kommunistisch, marxistisch-leninistisch-maoistisch, links-nationalistisch | Schusswaffen, Landmine                   | Polizeifahrzeug                    | 74 (+8) | 0         | Naxalitenaufstand             |
| 17. Mai 2010      |          | Chhattisgarh  | [ 417 ]                       | CPI               | kommunistisch, marxistisch-leninistisch-maoistisch, links-nationalistisch | Sprengsatz                               | Bus, Zivilisten, Polizisten        | 36      | 6         | Naxalitenaufstand             |
| 28. Mai 2010      |          | Westbengalen  | Eisenbahnunfall von Manikpara | Maoisten          | maoistisch                                                                | Sabotage                                 | Gleisanlagen, Güterzug, Expresszug | 148     | 200+      | Naxalitenaufstand             |
| 29. Juni 2010     |          | Chhattisgarh  | [ 419 ]                       | vermutlich CPI    | kommunistisch, marxistisch-leninistisch-maoistisch, links-nationalistisch | Automatische Schusswaffen                | Polizeistreife                     | 26      | 7         | Naxalitenaufstand             |
| 30. Juli 2010     |          | Assam         | [ 420 ]                       | NDFB              | autonomistisch, bodo-nationalistisch, marxistisch, sozialistisch          | Sprengsatz                               | Sicherheitskräfte                  | 5       | 33        | Aufstand im Nordosten Indiens |
| 07. Dezember 2010 | Varanasi | Uttar Pradesh | [ 421 ]                       | Indian Mujahideen | islamisch-fundamentalistisch, panislamisch                                | Sprengsatz                               | Hindu-Tempel                       | 2       | 20        |                               |

## 2011
| Datum/Beginn       | Stadt         | Bundesstaat | Anschlag                        | Täter                                        | Politische Ausrichtung                                                    | Mittel                 | Ziel                 | Tote | Verletzte | Hintergrund                   |
| ------------------ | ------------- | ----------- | ------------------------------- | -------------------------------------------- | ------------------------------------------------------------------------- | ---------------------- | -------------------- | ---- | --------- | ----------------------------- |
| 03. Mai 2011       |               | Jharkhand   | [ 422 ]                         | vermutlich CPI                               | kommunistisch, marxistisch-leninistisch-maoistisch, links-nationalistisch | Schusswaffen, Landmine | Polizisten           | 11   | 40        | Naxalitenaufstand             |
| 10. Juli 2010      | nahe Guwahati | Assam       | [ 423 ]                         |                                              |                                                                           | Sprengstoff            | Expresszug           | 0    | 100       | Aufstand im Nordosten Indiens |
| 13. Juli 2011      | Mumbai        | Maharashtra | [ 424 ] [ 425 ] [ 426 ] [ 427 ] | Indische Mudschahedin                        | islamisch-fundamentalistisch, panislamisch                                | Sprengstoff            |                      | 26   | 130       |                               |
| 07. September 2011 | Neu-Delhi     | Delhi       | [ 429 ]                         | Harkat-ul-Jihad al-Islami, Indian Mujahideen | islamisch-fundamentalistisch, panislamisch                                | Sprengsatz             | Oberster Gerichtshof | 15   | 45        |                               |

## 2012
| Datum/Beginn  | Stadt | Bundesstaat       | Anschlag | Täter            | Politische Ausrichtung | Mittel     | Ziel           | Tote | Verletzte | Hintergrund          |
| ------------- | ----- | ----------------- | -------- | ---------------- | ---------------------- | ---------- | -------------- | ---- | --------- | -------------------- |
| 27. März 2012 |       | Maharashtra       | [ 430 ]  | Maoisten         | maoistisch             | Landmine   | Polizisten     | 12   | 28        | Naxalitenaufstand    |
| 02. Juni 2012 |       | Chhattisgarh      | [ 431 ]  | Maoisten         | maoistisch             | Sprengsatz | Polizisten     | 1    | 25        | Naxalitenaufstand    |
| 01. Juli 2012 |       | Jammu und Kashmir | [ 432 ]  | Laschkar-e Taiba | salafistisch           | Sprengsatz | Bushaltestelle | 0    | 25        | Aufstand in Kaschmir |

## 2013
| Datum/Beginn     | Stadt     | Bundesstaat  | Anschlag                                                | Täter                        | Politische Ausrichtung                                      | Mittel                    | Ziel                            | Tote | Verletzte | Hintergrund       |
| ---------------- | --------- | ------------ | ------------------------------------------------------- | ---------------------------- | ----------------------------------------------------------- | ------------------------- | ------------------------------- | ---- | --------- | ----------------- |
| 21. Februar 2013 | Hyderabad | Telangana    | [ 433 ] [ 434 ]                                         | vermutlich Indian Mujahideen | islamisch-fundamentalistisch, panislamisch                  | 2 Sprengsätze             | Zivilisten                      | 17   | 119       |                   |
| 25. Mai 2013     |           | Chhattisgarh | [ 435 ]                                                 | CPI                          | marxistisch-leninistisch, maoistisch, links-nationalistisch | Landmine(n), Schusswaffen | INC-Konvoi                      | 17   | 32        | Naxalitenaufstand |
| 27. Oktober 2013 | Patna     | Bihar        | [ 436 ] [ 437 ] [ 438 ] [ 439 ] [ 440 ] [ 441 ] [ 442 ] | Indian Mujahideen            | islamisch-fundamentalistisch, panislamisch                  | Sprengsätze               | Bahnhof, Wahlkampfveranstaltung | 7    | 81        |                   |

## 2014
| Datum/Beginn      | Stadt | Bundesstaat  | Anschlag                                | Täter | Politische Ausrichtung                                                  | Mittel                               | Ziel                  | Tote | Verletzte | Hintergrund                   |
| ----------------- | ----- | ------------ | --------------------------------------- | ----- | ----------------------------------------------------------------------- | ------------------------------------ | --------------------- | ---- | --------- | ----------------------------- |
| 14. April 2014    |       | Tamil Nadu   | [ 443 ]                                 |       |                                                                         |                                      | BJP-Kampagnenarbeiter | 0    | 31        |                               |
| 12. Mai 2014      |       | Westbengalen | [ 444 ]                                 |       |                                                                         | Sprengsätze, Schuss- und Stichwaffen | CPI-Unterstützer      | 0    | 20        | Naxalitenaufstand             |
| 26. Mai 2014      |       | Westbengalen | [ 445 ] [ 446 ]                         |       |                                                                         | Schusswaffen                         | BJP-Parteiarbeiter    | 0    | 23        |                               |
| 23. November 2014 |       | Assam        | [ 447 ]                                 | ULFA  | autonomistisch, assamesisch-nationalistisch, marxistisch, sozialistisch | Granate                              | Markt                 | 2    | 26        | Aufstand im Nordosten Indiens |
| 23. Dezember 2014 |       | Assam        | [ 448 ] [ 449 ] [ 450 ] [ 451 ] [ 452 ] | NDFB  | autonomistisch, bodo-nationalistisch, marxistisch, sozialistisch        | Sturmgewehre                         | Zivilisten            | 47   | 7+        | Aufstand im Nordosten Indiens |

## 2015
| Datum/Beginn | Stadt | Bundesstaat | Anschlag | Täter | Politische Ausrichtung | Mittel | Ziel | Tote | Verletzte | Hintergrund |
| ------------ | ----- | ----------- | -------- | ----- | ---------------------- | ------ | ---- | ---- | --------- | ----------- |

## 2016
| Datum/Beginn       | Stadt     | Bundesstaat       | Anschlag                                               | Täter                                             | Politische Ausrichtung                                                  | Mittel                                                                       | Ziel                 | Tote    | Verletzte | Hintergrund                                  |
| ------------------ | --------- | ----------------- | ------------------------------------------------------ | ------------------------------------------------- | ----------------------------------------------------------------------- | ---------------------------------------------------------------------------- | -------------------- | ------- | --------- | -------------------------------------------- |
| 02. Januar 2016    | Pathankot | Punjab            | Terrorangriff auf die Pathankot Air Force Station 2016 | vermutlich Jaish-e Mohammed, United Jihad Council | islamisch-fundamentalistisch                                            | Selbstmordattentäter mit Granaten, Mörsergranaten, Sturmgewehren und Messern | Militärflughafen     | 7 (+5)  | 20        |                                              |
| 04. April 2016     |           | Assam             | [ 454 ]                                                | vermutlich ULFA                                   | autonomistisch, assamesisch-nationalistisch, marxistisch, sozialistisch | Motorradbombe                                                                | Wahlbüro             | 3       | 20        | Aufstand im Nordosten Indiens Assam-Konflikt |
| 25. Juni 2016      |           | Jammu und Kashmir | [ 455 ]                                                | Laschkar-e Taiba                                  | salafistisch                                                            | Schusswaffen                                                                 | Polizeikonvoi        | 8 (+2)  | 20        | Aufstand in Kaschmir                         |
| 05. August 2016    |           | Assam             | [ 456 ]                                                | vermutlich NDFB                                   | autonomistisch, bodo-nationalistisch, marxistisch, sozialistisch        | Granaten, Sturmgewehre                                                       | Markt                | 14 (+1) | 25        | Aufstand im Nordosten Indiens Assam-Konflikt |
| 18. September 2016 | Uri       | Jammu und Kashmir | [ 457 ]                                                |                                                   |                                                                         | Granatwerfer, Sturmgewehre                                                   | Militärhauptquartier | 20 (+4) | 17        | Aufstand in Kaschmir                         |

## 2017
| Datum/Beginn    | Stadt  | Bundesstaat       | Anschlag                   | Täter    | Politische Ausrichtung                                      | Mittel                     | Ziel           | Tote     | Verletzte | Hintergrund          |
| --------------- | ------ | ----------------- | -------------------------- | -------- | ----------------------------------------------------------- | -------------------------- | -------------- | -------- | --------- | -------------------- |
| 22. Januar 2017 | Kuneru | Andhra Pradesh    | Eisenbahnunfall von Kuneru | Maoisten | maoistisch                                                  | Sabotage                   | Gleisanlagen   | 34       | 61        | Naxalitenaufstand    |
| 24. April 2017  |        | Chhattisgarh      | [ 459 ]                    | CPI      | marxistisch-leninistisch, maoistisch, links-nationalistisch | Granatwerfer, Sturmgewehre | Polizeistreife | 25 (+10) | 7         | Naxalitenaufstand    |
| 20. Mai 2017    |        | Jammu und Kashmir | [ 460 ]                    |          |                                                             | Schusswaffen               | Dorf           | 0        | 25        | Aufstand in Kaschmir |

## 2018
| Datum/Beginn       | Stadt | Bundesstaat       | Anschlag | Täter                       | Politische Ausrichtung       | Mittel     | Ziel                          | Tote | Verletzte | Hintergrund          |
| ------------------ | ----- | ----------------- | -------- | --------------------------- | ---------------------------- | ---------- | ----------------------------- | ---- | --------- | -------------------- |
| 04. Juni 2018      |       | Jammu und Kashmir | [ 461 ]  | Jaish-e Mohammed            | islamisch-fundamentalistisch | Granaten   | Sicherheitskräfte, Zivilisten | 0    | 23        | Aufstand in Kaschmir |
| 07. September 2018 |       | Chhattisgarh      | [ 462 ]  | Maoisten                    | maoistisch                   | Entführung | Zivilisten                    | 0    | 35        | Naxalitenaufstand    |
| 18. November 2018  |       | Punjab            | [ 463 ]  | vermutlich Jaish-e Mohammed | islamisch-fundamentalistisch | Granaten   | Versammlung                   | 3    | 20        |                      |

## 2019
| Datum/Beginn      | Stadt    | Bundesstaat       | Anschlag        | Täter             | Politische Ausrichtung       | Mittel                             | Ziel              | Tote    | Verletzte | Hintergrund          |
| ----------------- | -------- | ----------------- | --------------- | ----------------- | ---------------------------- | ---------------------------------- | ----------------- | ------- | --------- | -------------------- |
| 14. Februar 2019  | Pulwama  | Jammu und Kashmir | [ 464 ] [ 465 ] | Jaish-e Mohammed  | islamisch-fundamentalistisch | Selbstmordattentäter mit Autobombe | Polizeikonvoi     | 40 (+1) | 35        | Aufstand in Kaschmir |
| 07. März 2019     | Jammu    | Jammu und Kashmir | [ 466 ] [ 467 ] | Hizbul Mujahideen | autonomistisch, islamistisch | Granate                            | Bushaltestelle    | 2       | 31        | Aufstand in Kaschmir |
| 28. Oktober 2019  | Sopore   | Jammu und Kashmir | [ 468 ] [ 469 ] |                   |                              | Granate                            | Bushaltestelle    | 0       | 20        | Aufstand in Kaschmir |
| 04. November 2019 | Srinagar | Jammu und Kashmir | [ 470 ]         |                   |                              | Granate                            | Markt, Polizisten | 2       | 34        | Aufstand in Kaschmir |

## 2020
| Datum/Beginn    | Stadt     | Bundesstaat  | Anschlag | Täter                                  | Politische Ausrichtung                                      | Mittel                           | Ziel                        | Tote | Verletzte | Hintergrund       |
| --------------- | --------- | ------------ | -------- | -------------------------------------- | ----------------------------------------------------------- | -------------------------------- | --------------------------- | ---- | --------- | ----------------- |
| 05. Januar 2020 | Neu-Delhi | Delhi        | [ 471 ]  | Rashtriya Swayamsevak Sangh (Hindutva) | hindu-nationalistisch                                       | Knüppel, Ruten, Vorschlaghammer  | Jawaharlal Nehru University | 0    | 26        |                   |
| 19. Juli 2020   |           | Chhattisgarh | [ 472 ]  | Maoisten                               | maoistisch                                                  | Körperliche Gewalt               | Zivilisten                  | 0    | 25        | Naxalitenaufstand |
| 19. August 2020 |           | Chhattisgarh | [ 473 ]  | CPI                                    | marxistisch-leninistisch, maoistisch, links-nationalistisch | Schusswaffen, Körperliche Gewalt | Zivilisten                  | 0    | 31        | Naxalitenaufstand |

## 2021
| Datum/Beginn   | Stadt | Bundesstaat  | Anschlag | Täter    | Politische Ausrichtung | Mittel | Ziel              | Tote | Verletzte | Hintergrund       |
| -------------- | ----- | ------------ | -------- | -------- | ---------------------- | ------ | ----------------- | ---- | --------- | ----------------- |
| 03. April 2021 |       | Chhattisgarh | [ 474 ]  | Maoisten | maoistisch             |        | Sicherheitskräfte | 22   | 30        | Naxalitenaufstand |

## 2022
| Datum/Beginn  | Stadt    | Bundesstaat       | Anschlag | Täter | Politische Ausrichtung | Mittel  | Ziel                   | Tote | Verletzte | Hintergrund          |
| ------------- | -------- | ----------------- | -------- | ----- | ---------------------- | ------- | ---------------------- | ---- | --------- | -------------------- |
| 06. März 2022 | Srinagar | Jammu und Kashmir | [ 475 ]  |       |                        | Granate | Polizisten, Zivilisten | 1    | 24        | Aufstand in Kaschmir |

## 2024
| Datum/Beginn  | Stadt | Bundesstaat       | Anschlag | Täter                | Politische Ausrichtung | Mittel       | Ziel         | Tote | Verletzte | Hintergrund          |
| ------------- | ----- | ----------------- | -------- | -------------------- | ---------------------- | ------------ | ------------ | ---- | --------- | -------------------- |
| 09. Juni 2024 | Reasi | Jammu und Kashmir | [ 476 ]  | The Resistance Front | autonomistisch         | Schusswaffen | Passagierbus | 9    | 33        | Aufstand in Kaschmir |